# 2012年金星凌日

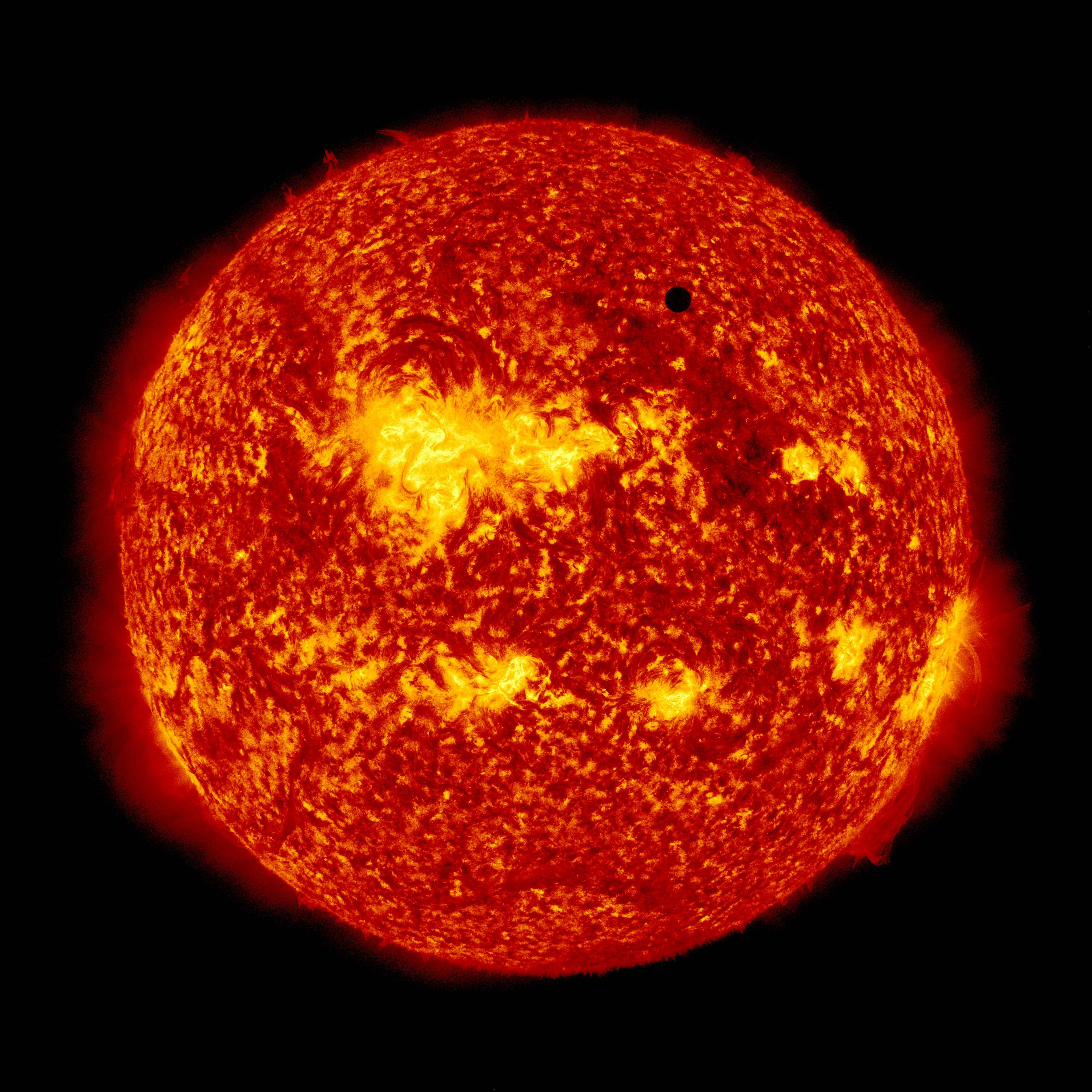
NASA的太陽動力學天文台卫星拍摄到的金星凌日

2012年金星凌日是發生於2012年的一次金星凌日。金星在2012年6月5日22时09分（UTC）开始凌日，2012年6月6日04时49分（UTC）结束。 由于观测地点的不同，准确时间有±7分钟的差异。金星凌日发生的模式是“成双成对”的，相邻的“一对”金星凌日事件之间间隔8年，而不同的“两对”事件之间则有较长的间隔。 2012年的金星凌日是“一对”凌日事件中的第二次，上一次发生在2004年6月8日，而下一对金星凌日要到2117年的12月和2125年的12月。NASA也利用太陽動力學天文台卫星对这次金星凌日进行了直播。

## 可观测区域
此次金星凌日的最佳觀測地點是太平洋地區，北美洲可以看見金星凌日的開始過程，亞州南部、中東、和大部份的歐洲地區可以看見結束的部分。南美洲和西非的大部分地區都看不見這次的金星凌日。可見金星凌日的地區如图。

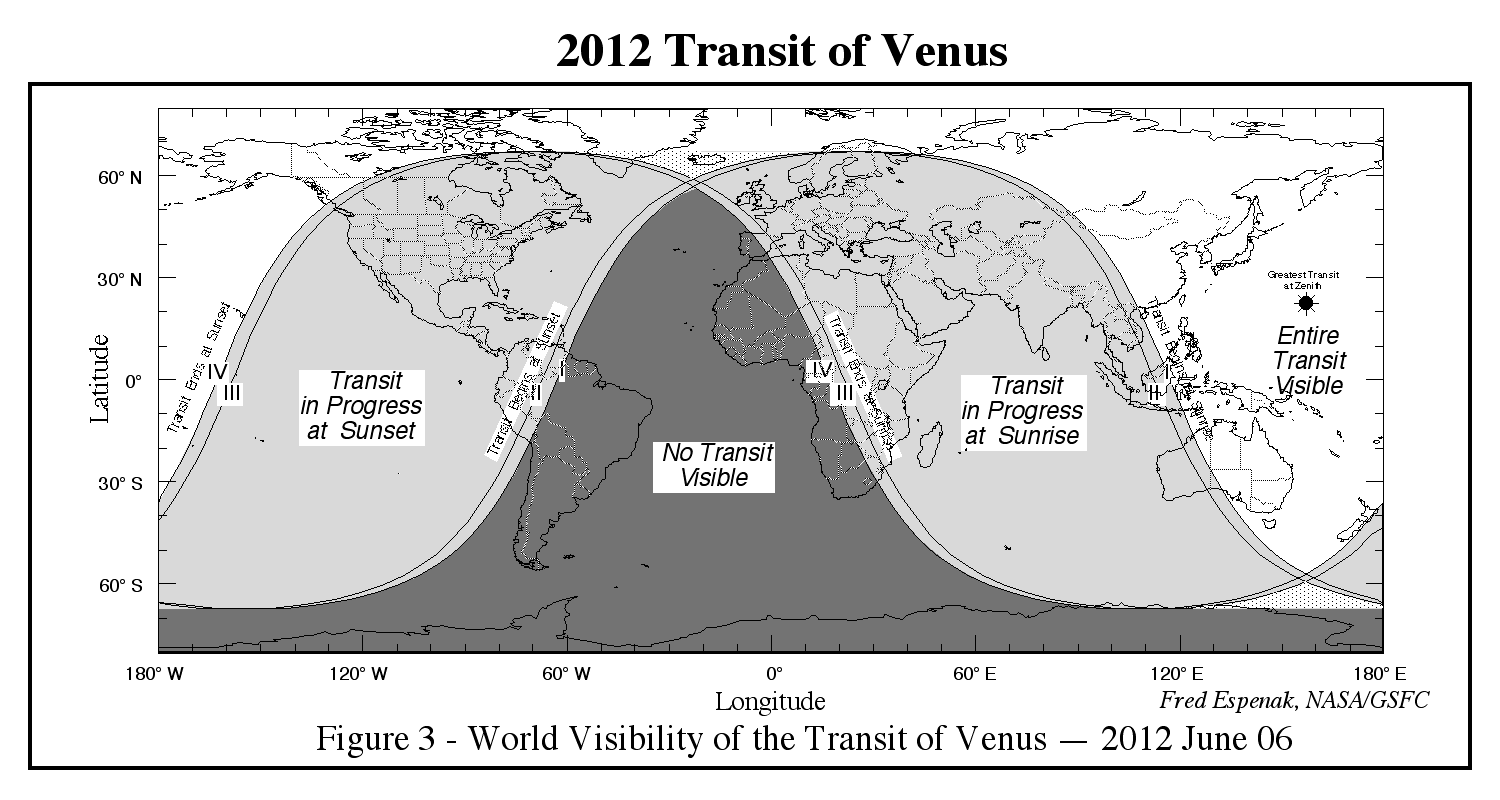
可見2012年金星凌日的地區

## 发生时间

使用赤道座標，以中歐夏令時間 (CEST) 模擬的2012年6月5日至6日金星凌日動畫。

凌日開始和結束的時間（使用協調世界時）在此處 various international cities 或此處 various US cities。

## 图集

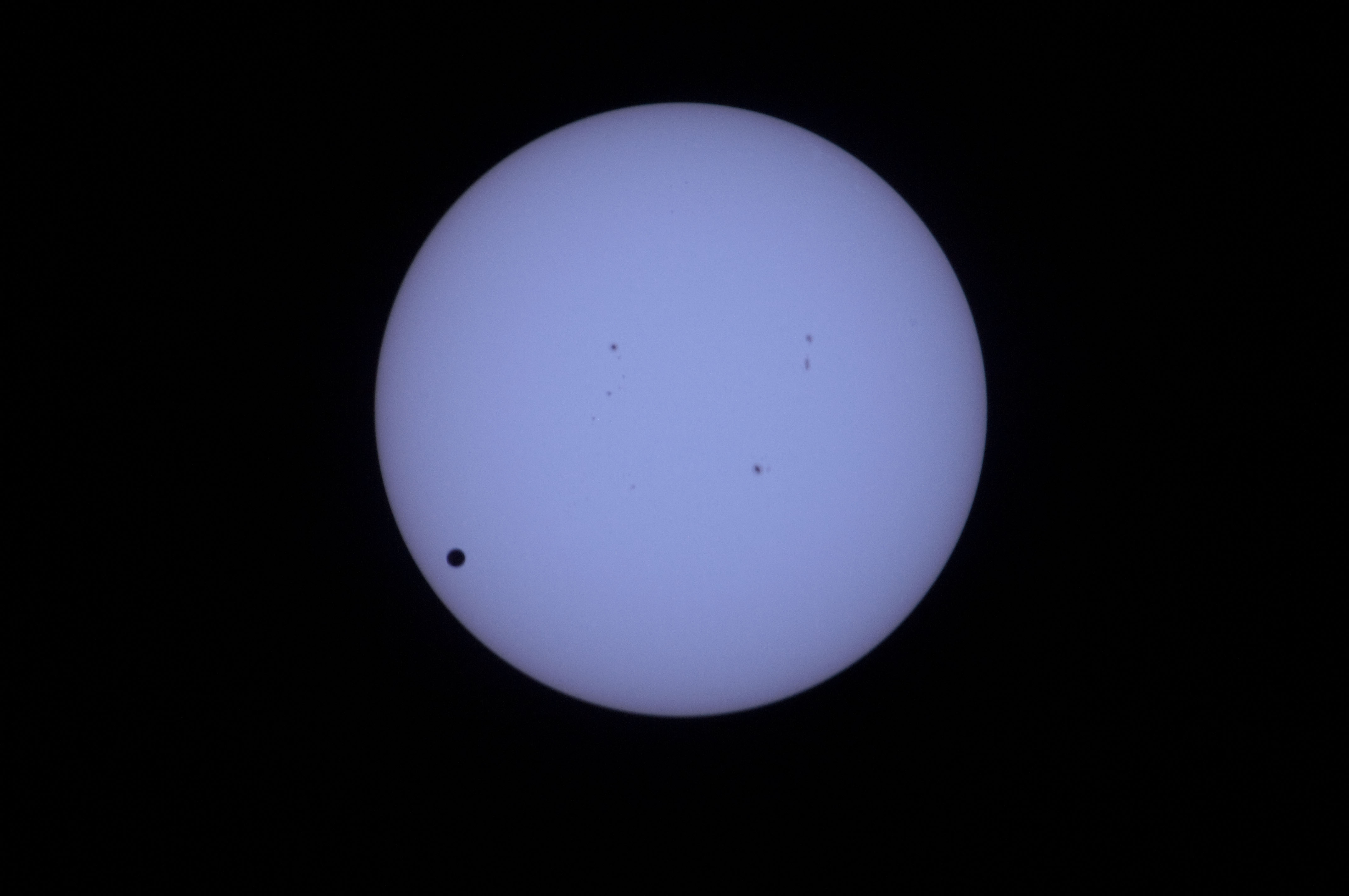
从国际空间站观测到的金星凌日
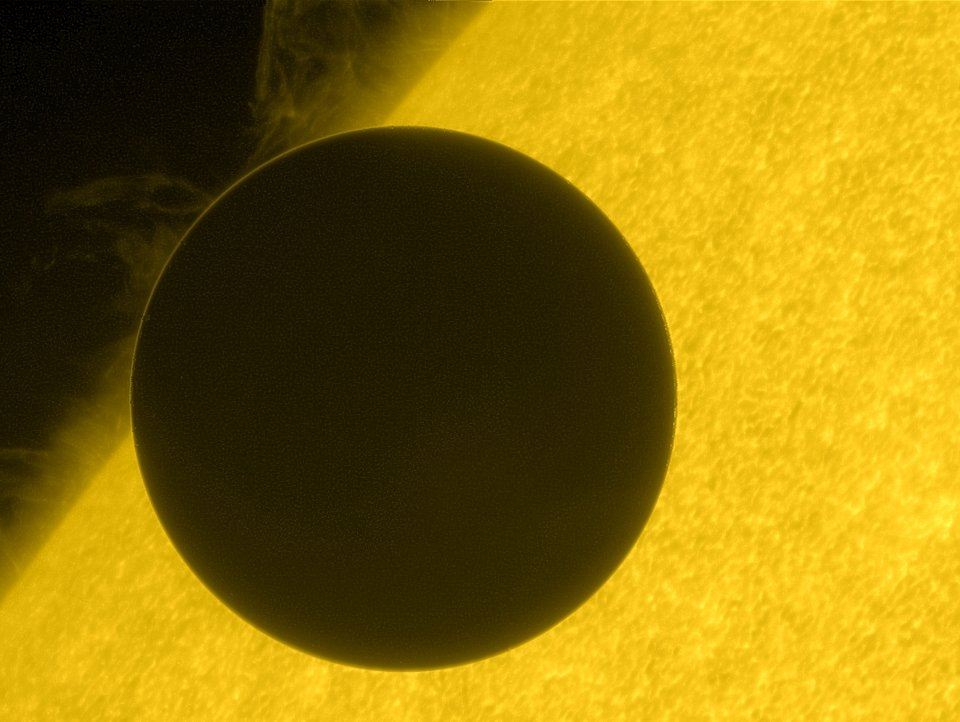
由日本日出卫星拍到的特写镜头

全球各地拍摄到的金星凌日。
亚洲

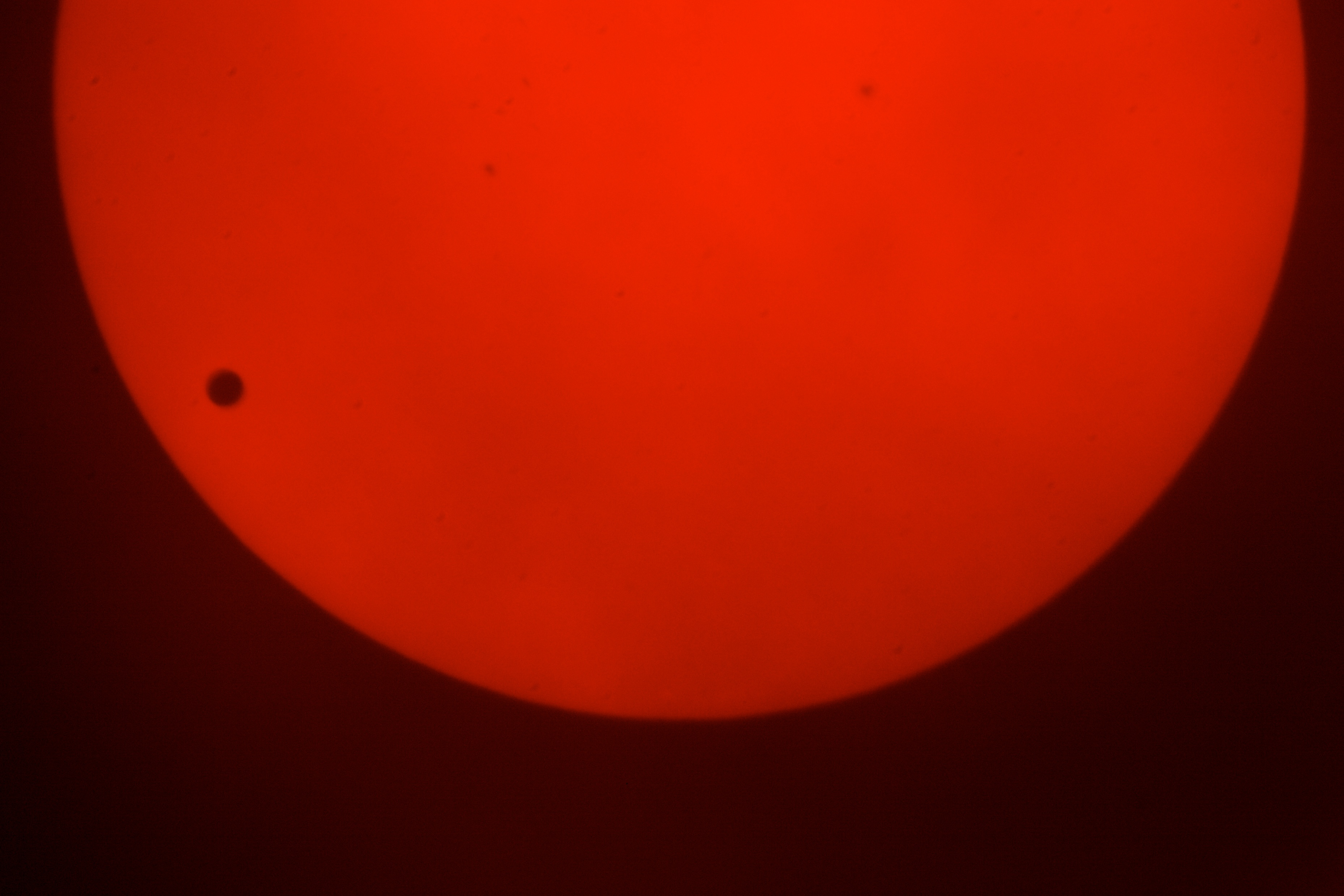
斯里兰卡Maharagama
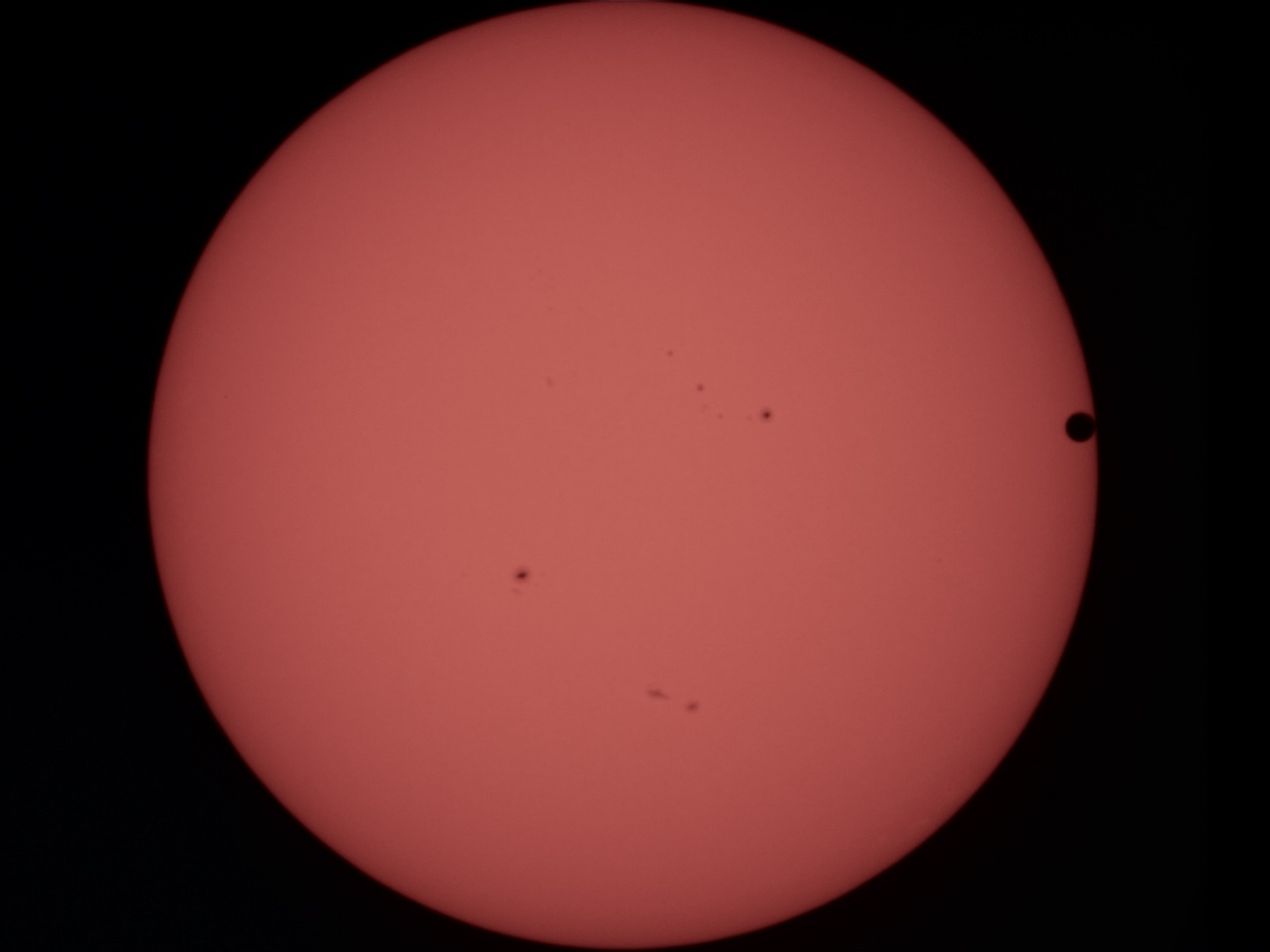
科威特科威特城
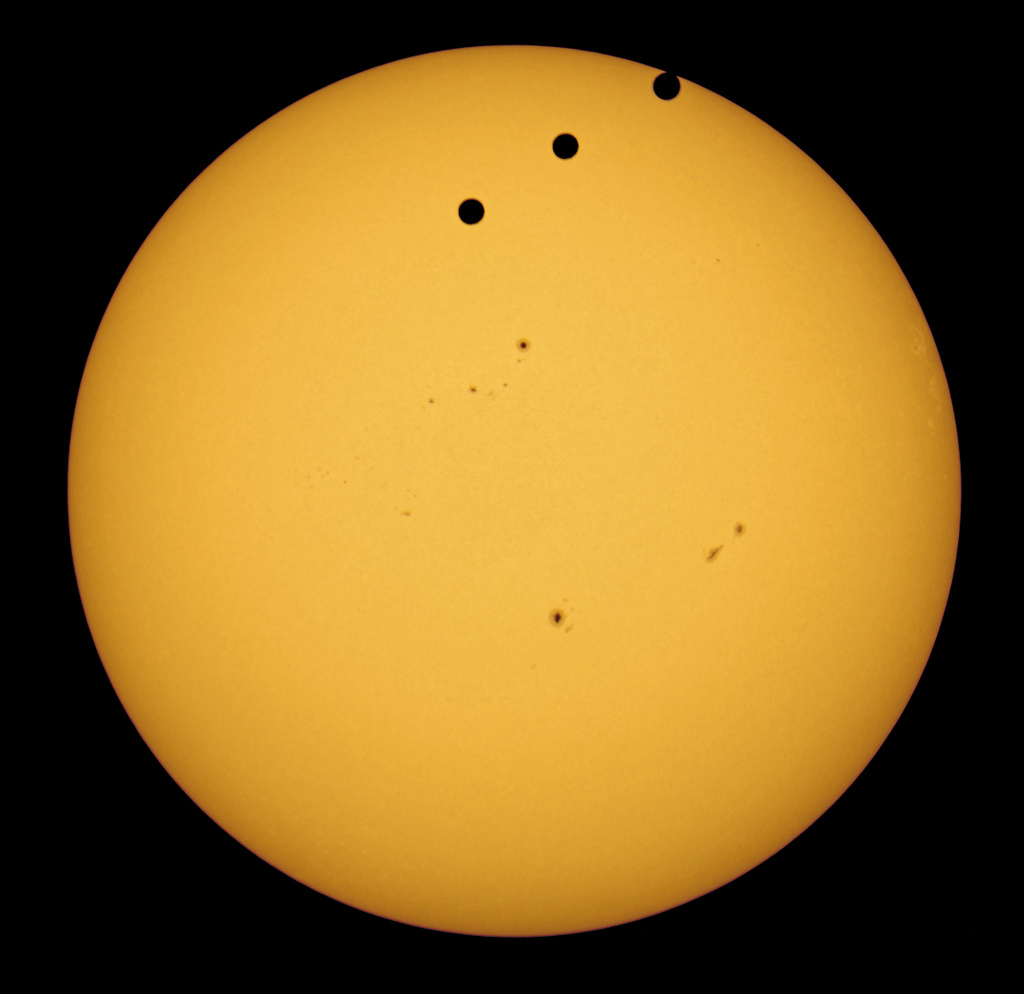
约旦安曼 3次曝光的組合
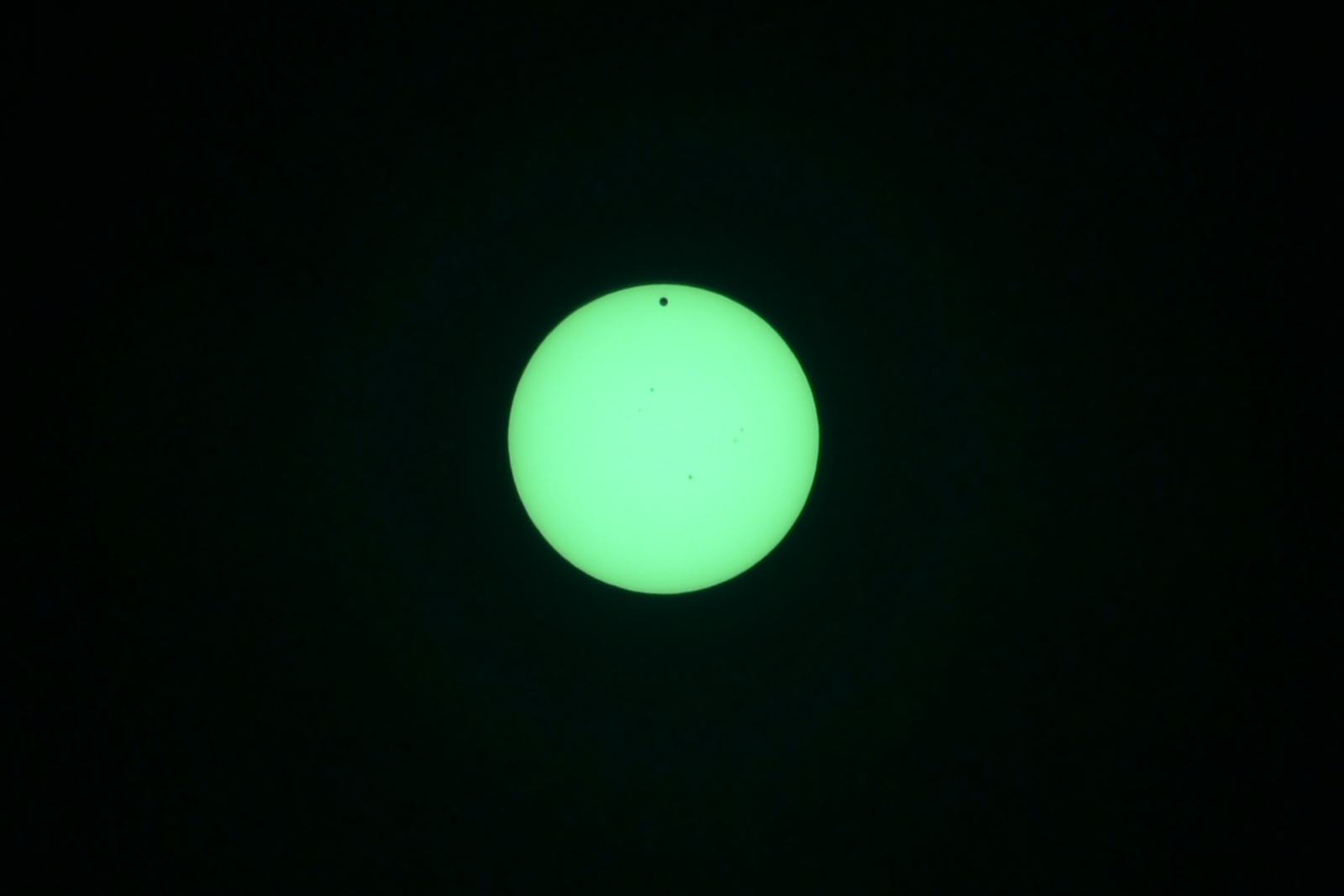
伊朗伊斯法罕
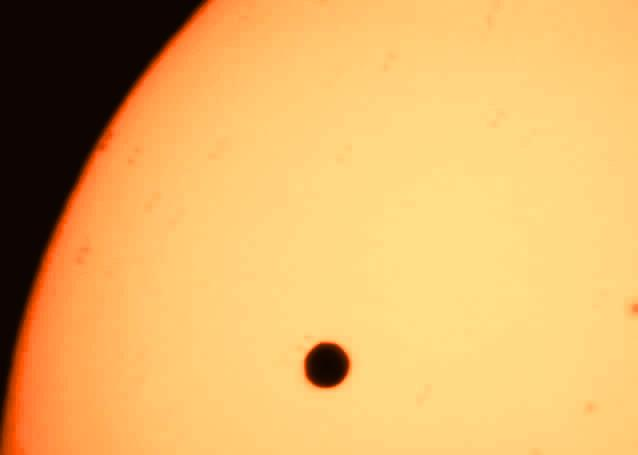
印度Binnaguri
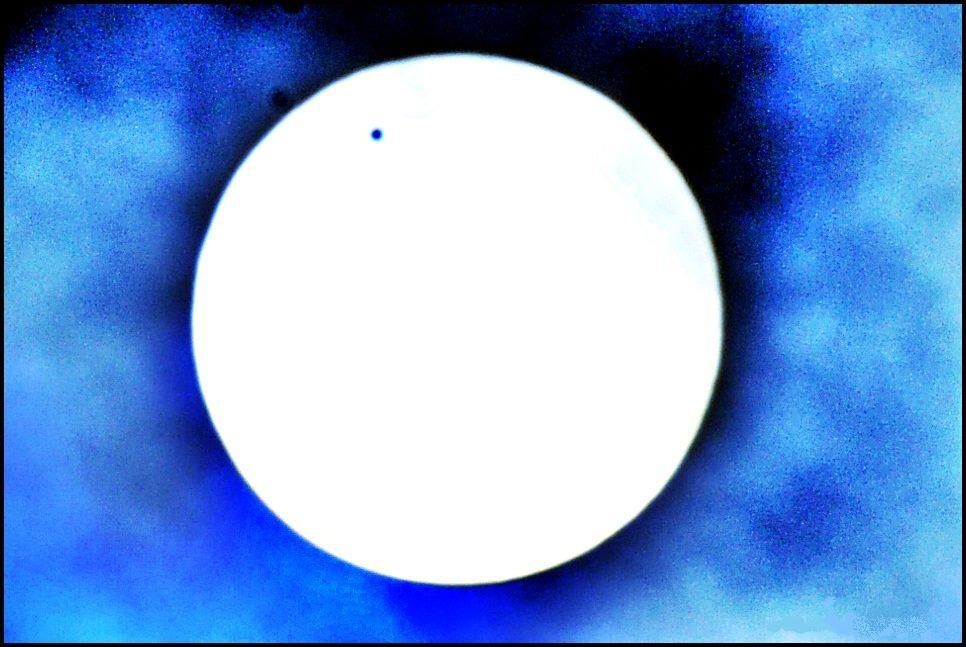
印度浦那
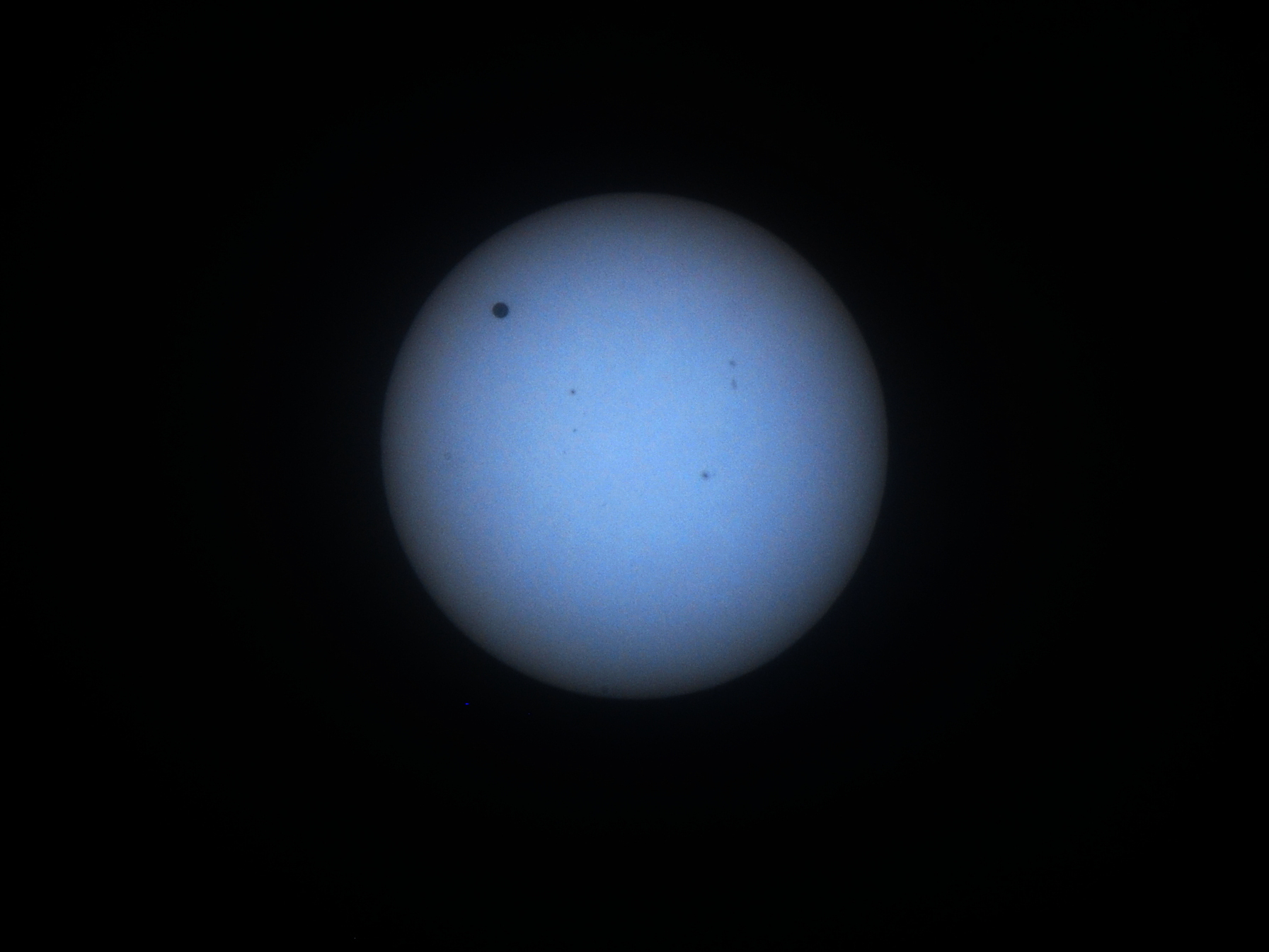
印度金奈
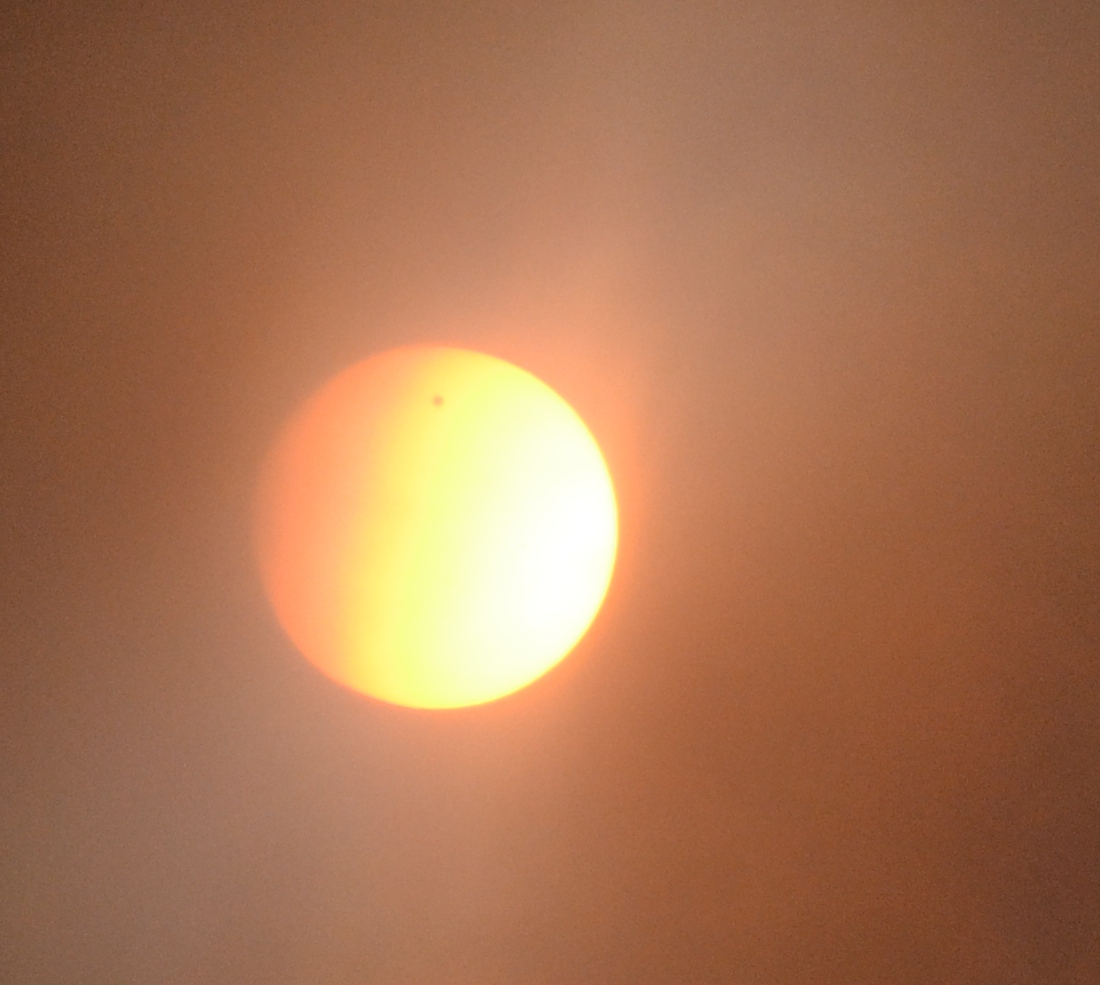
哈萨克斯坦阿拉木图
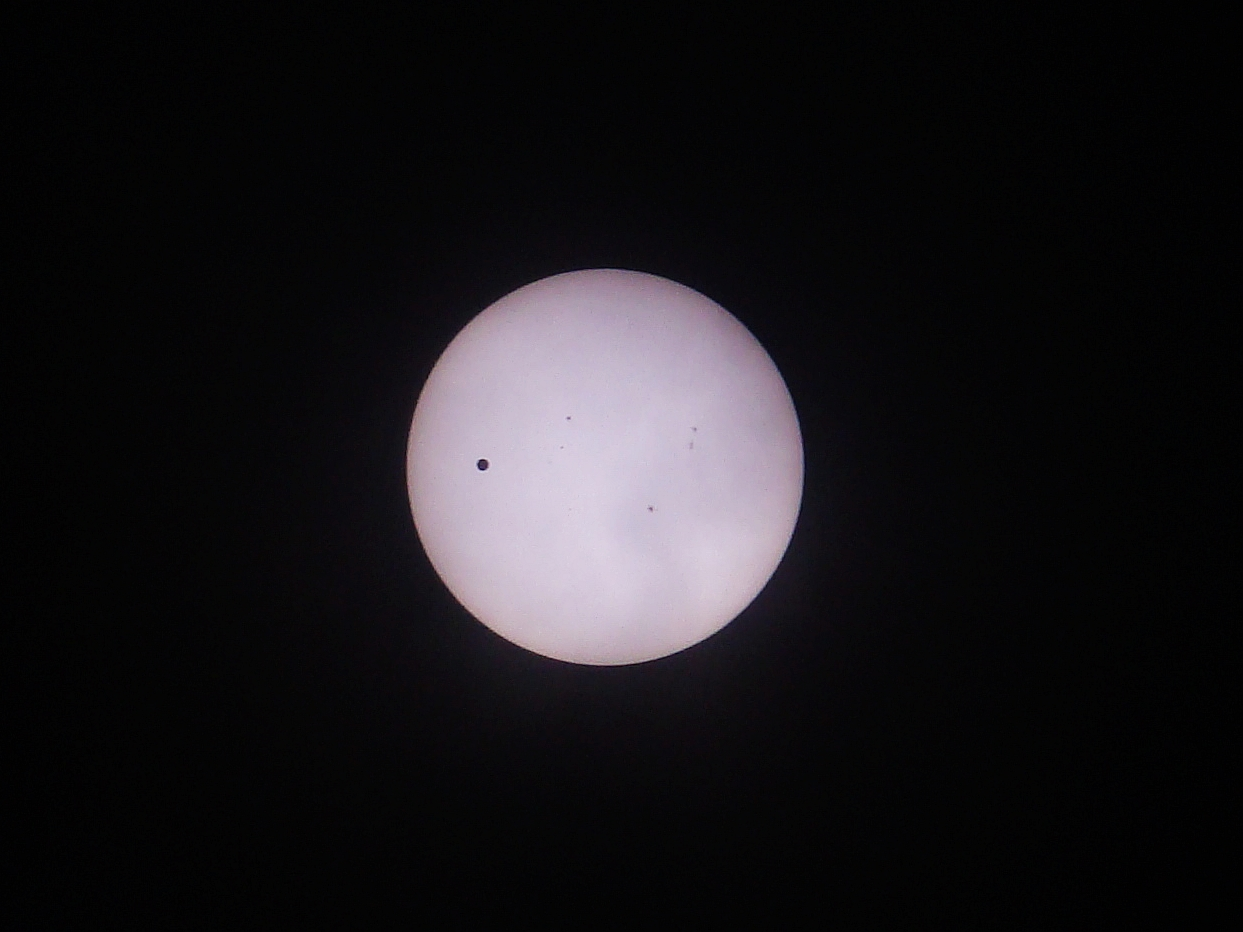
中国广州 00:41 UTC
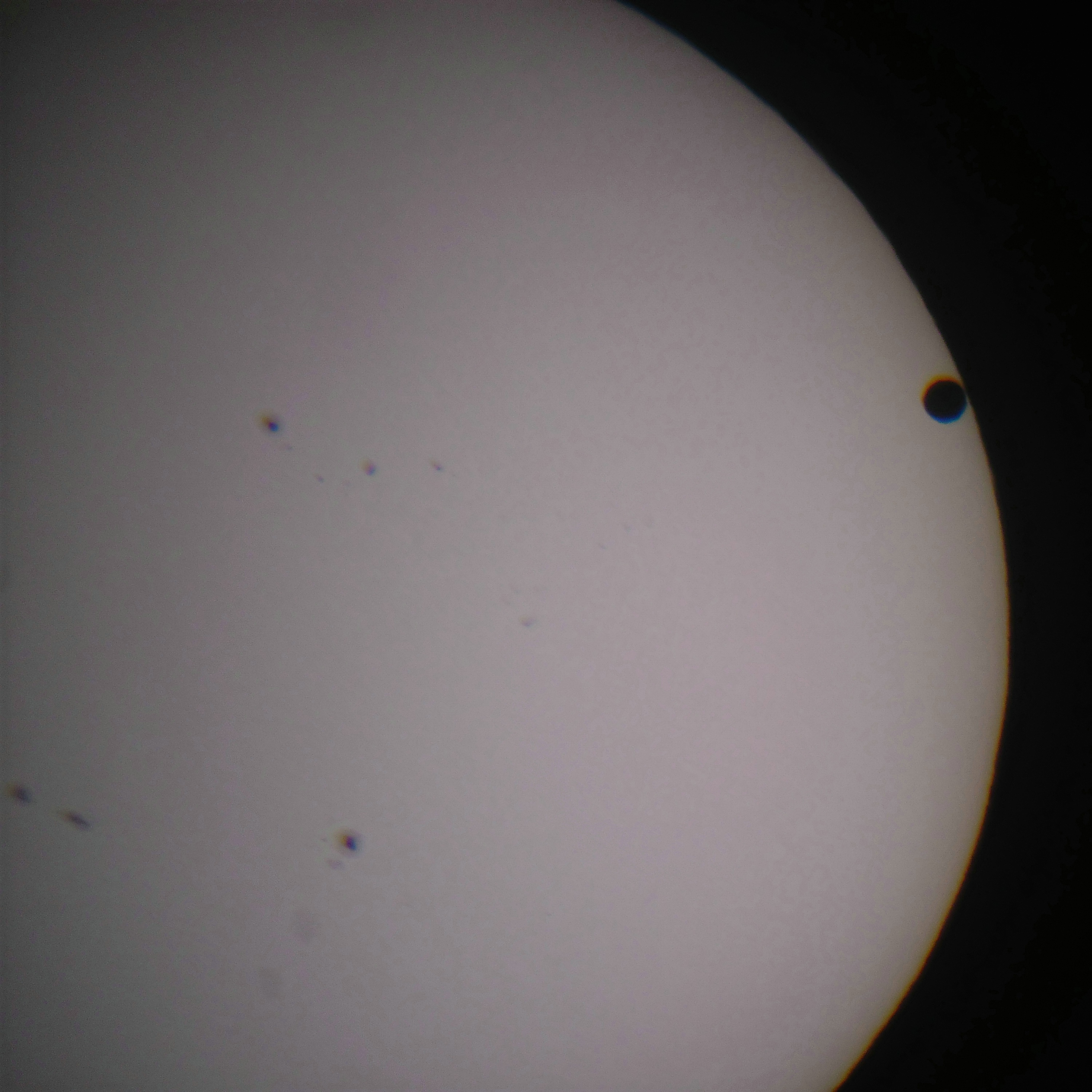
中国长春
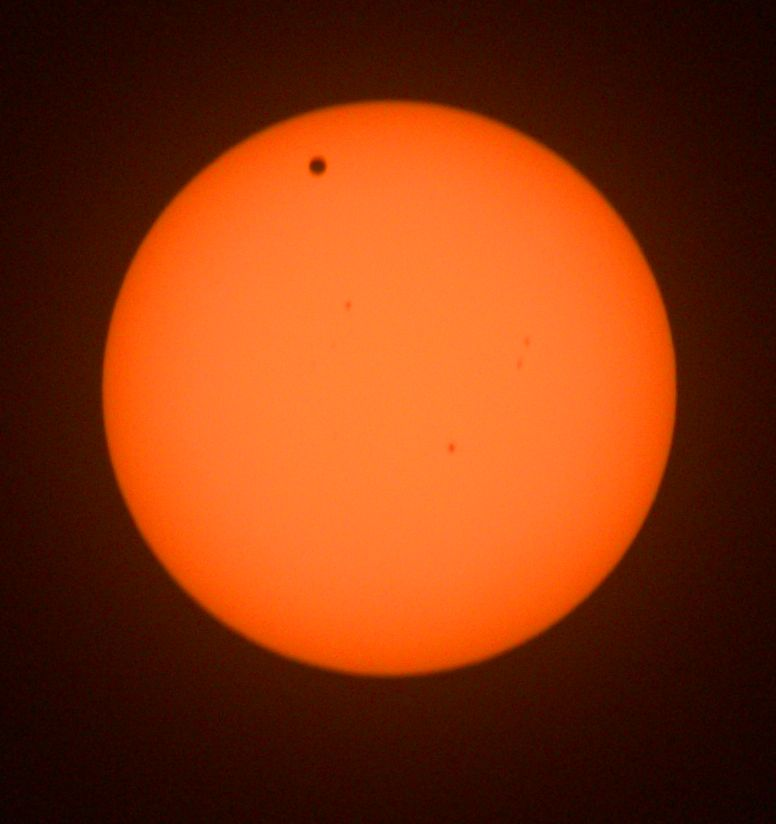
香港 03:41 UTC
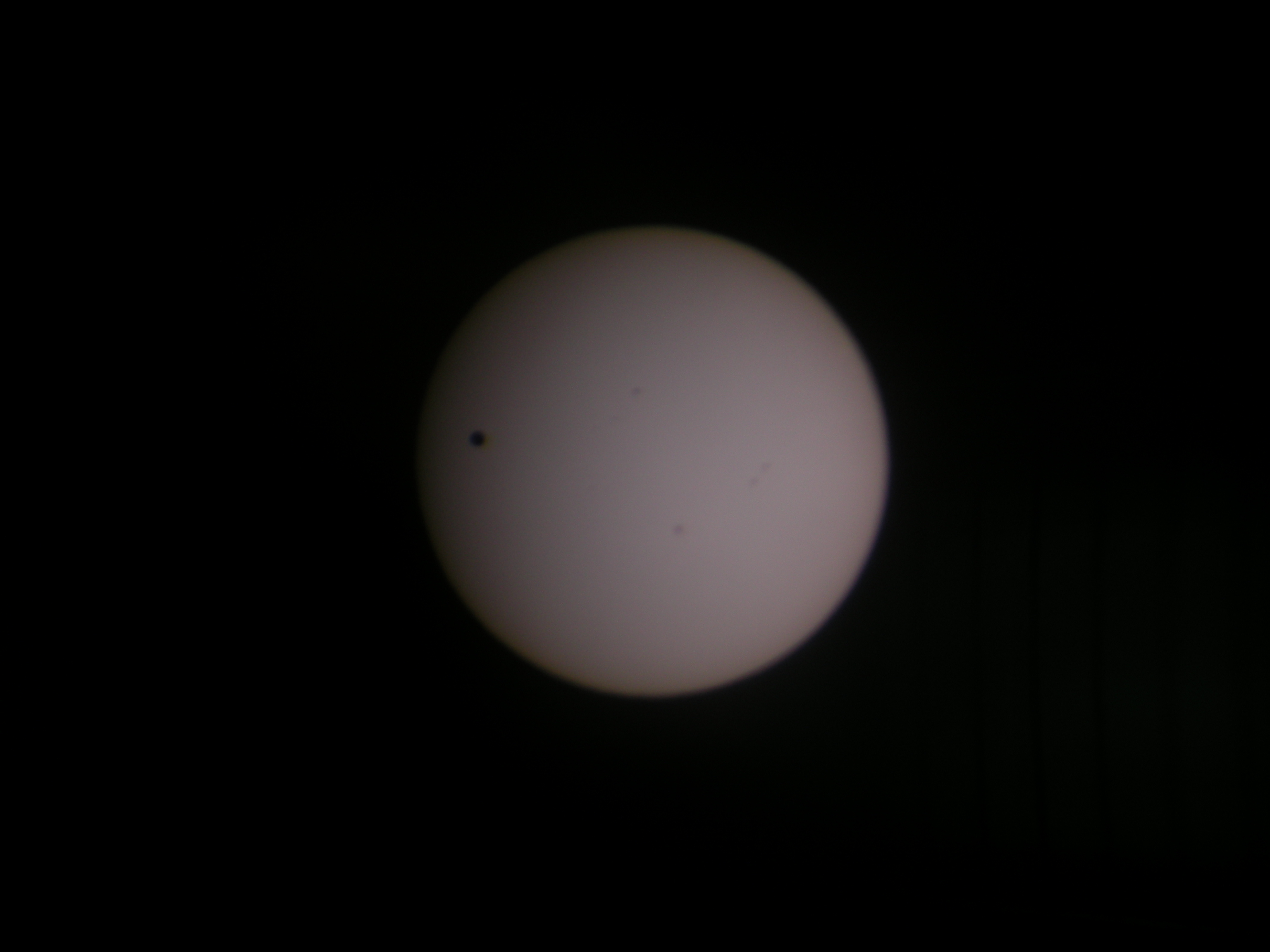
韩国首尔 23:57 UTC
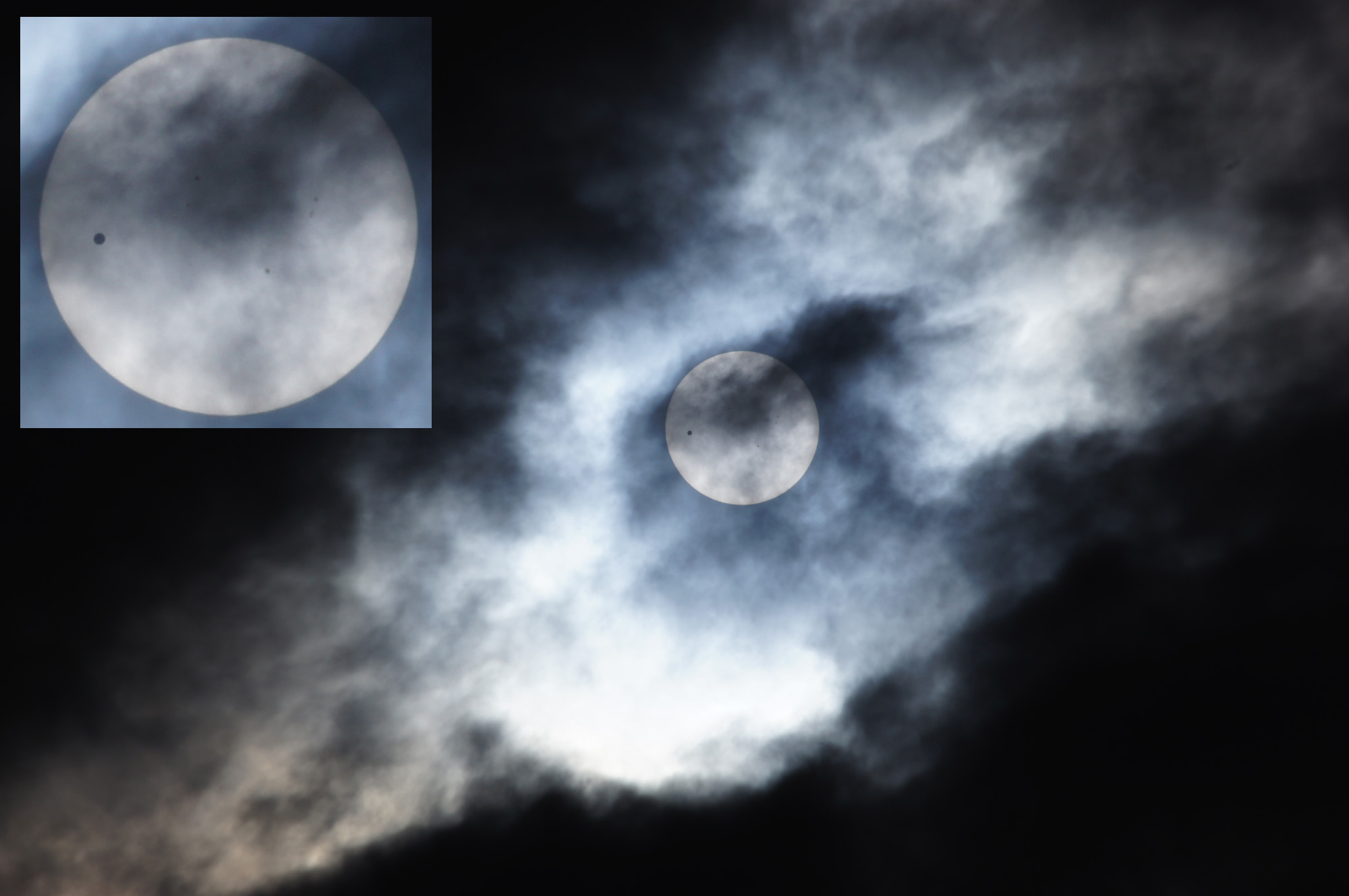
台灣新竹市 00:05 UTC
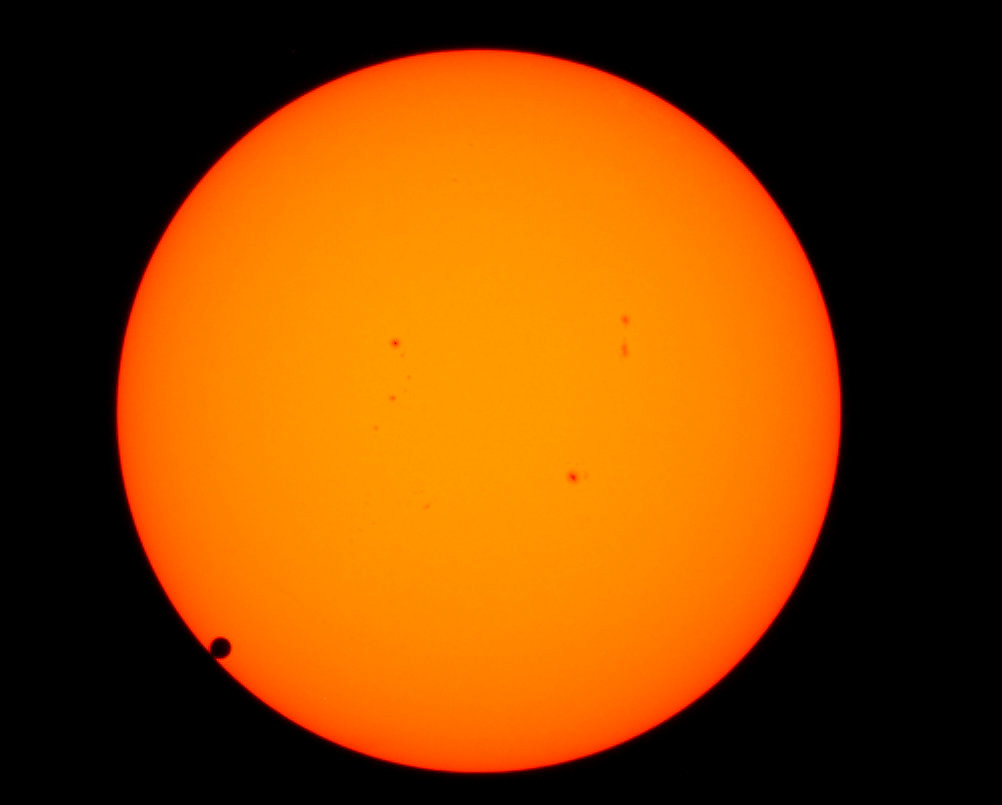
台灣台中市
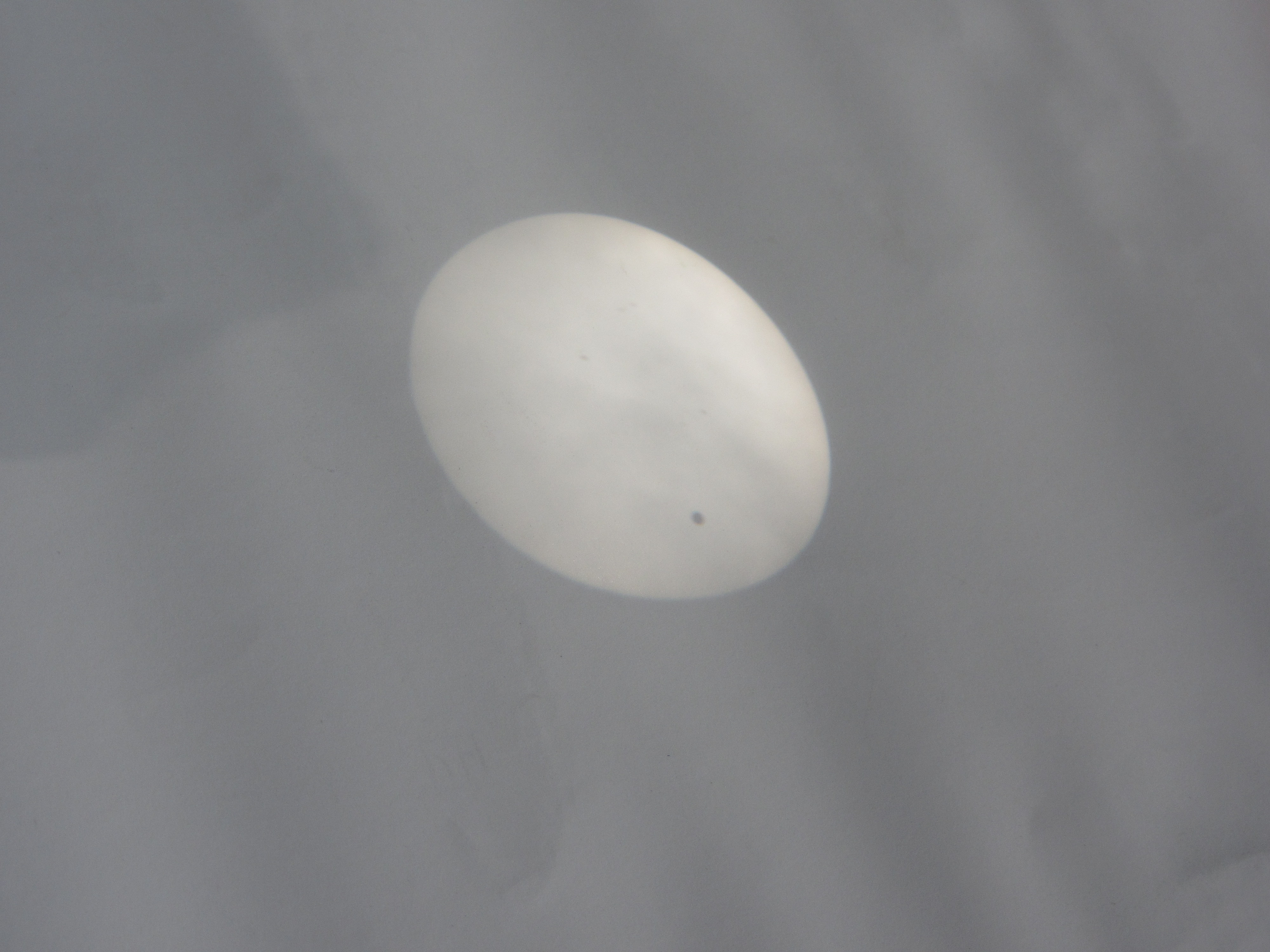
台灣高雄市
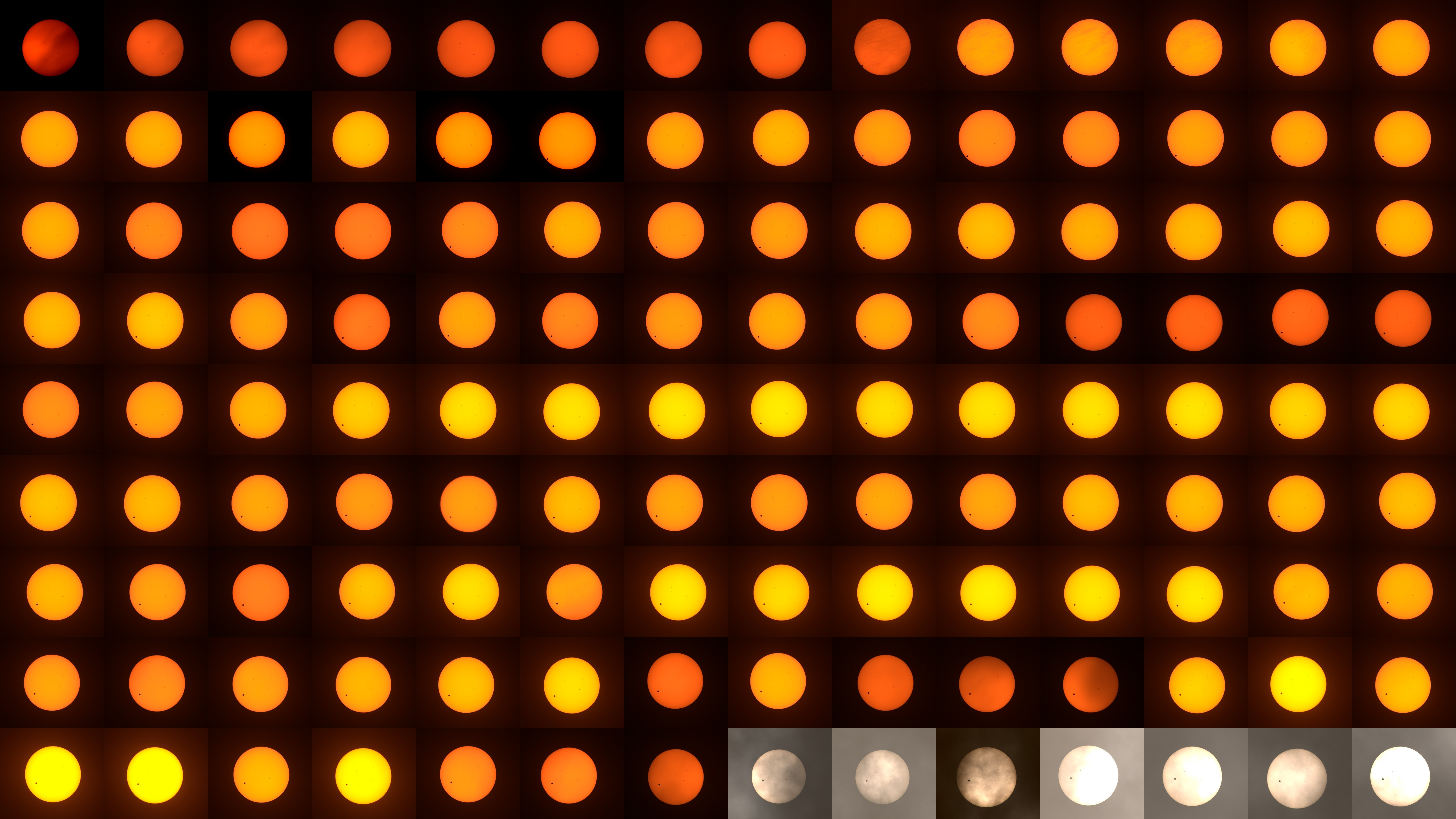
台灣台中市序列照
日本爱知县半田 23:36–04:50 UTC

大洋洲
- 澳大利亚悉尼
23:25 UTC
- 澳大利亚沃加沃加
00:49 UTC
- 克莱顿(Clayton)
01:06 UTC

欧洲

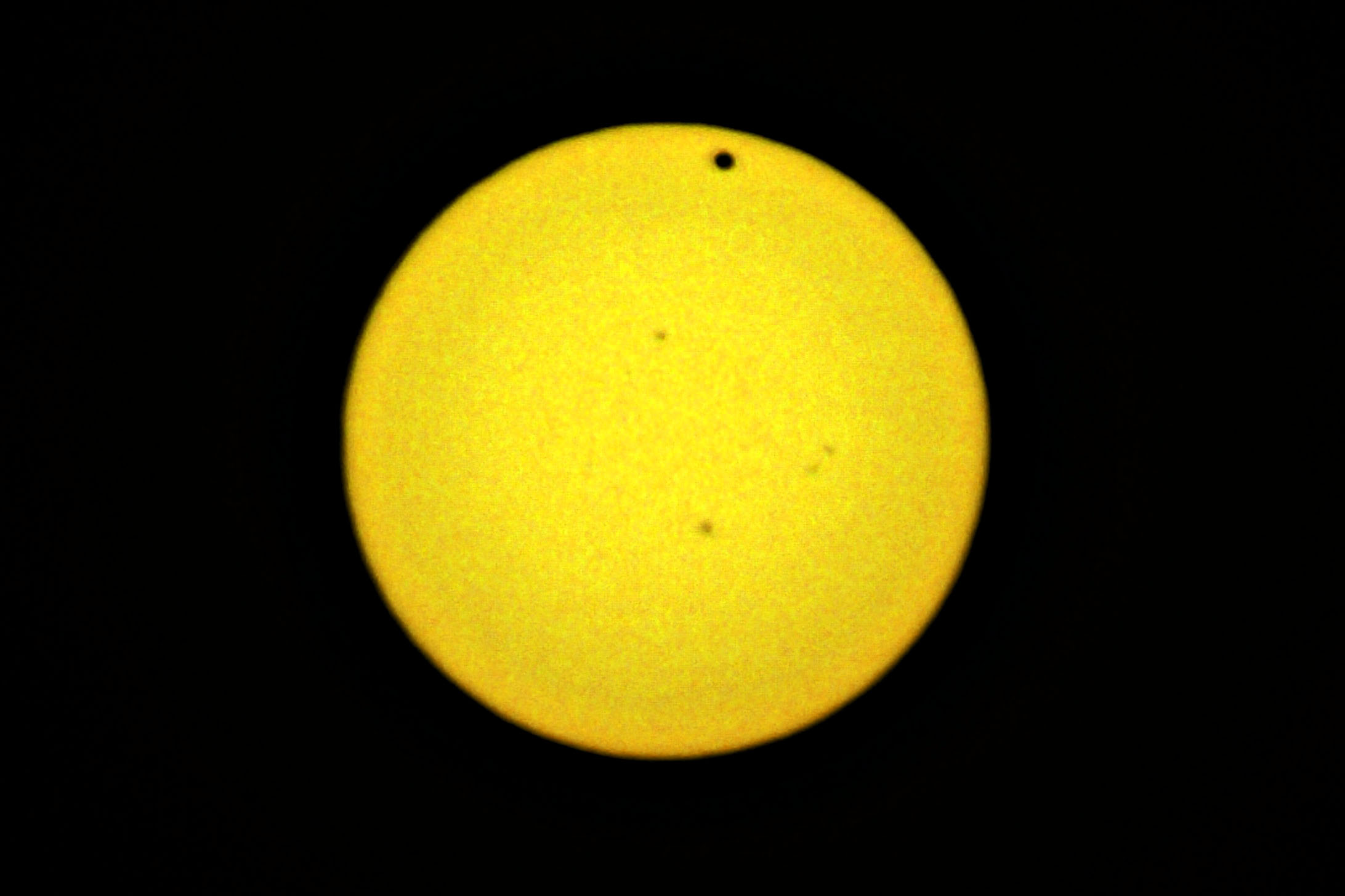
意大利拉古萨 04:11 UTC
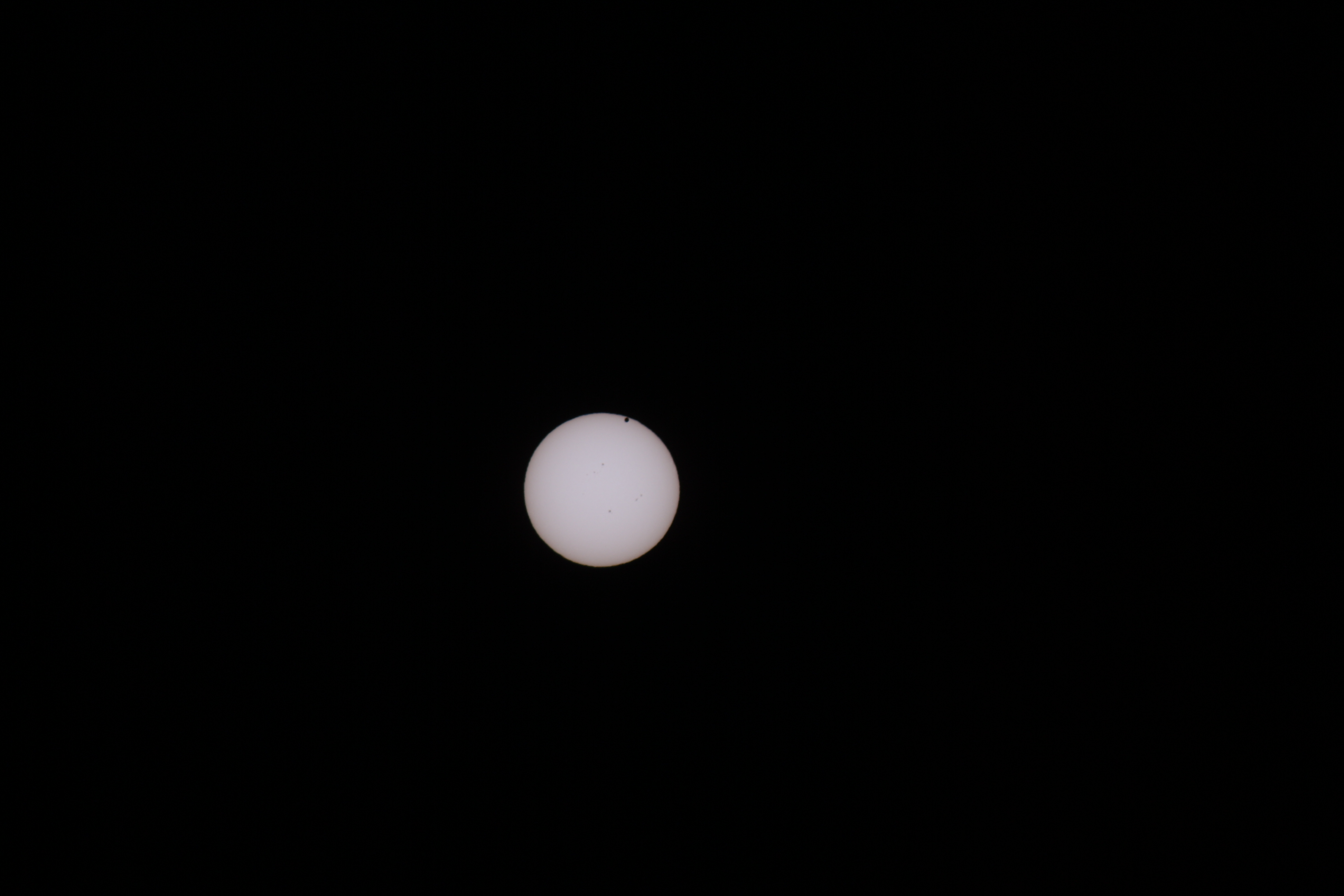
意大利诺维利古雷 04:48 UTC
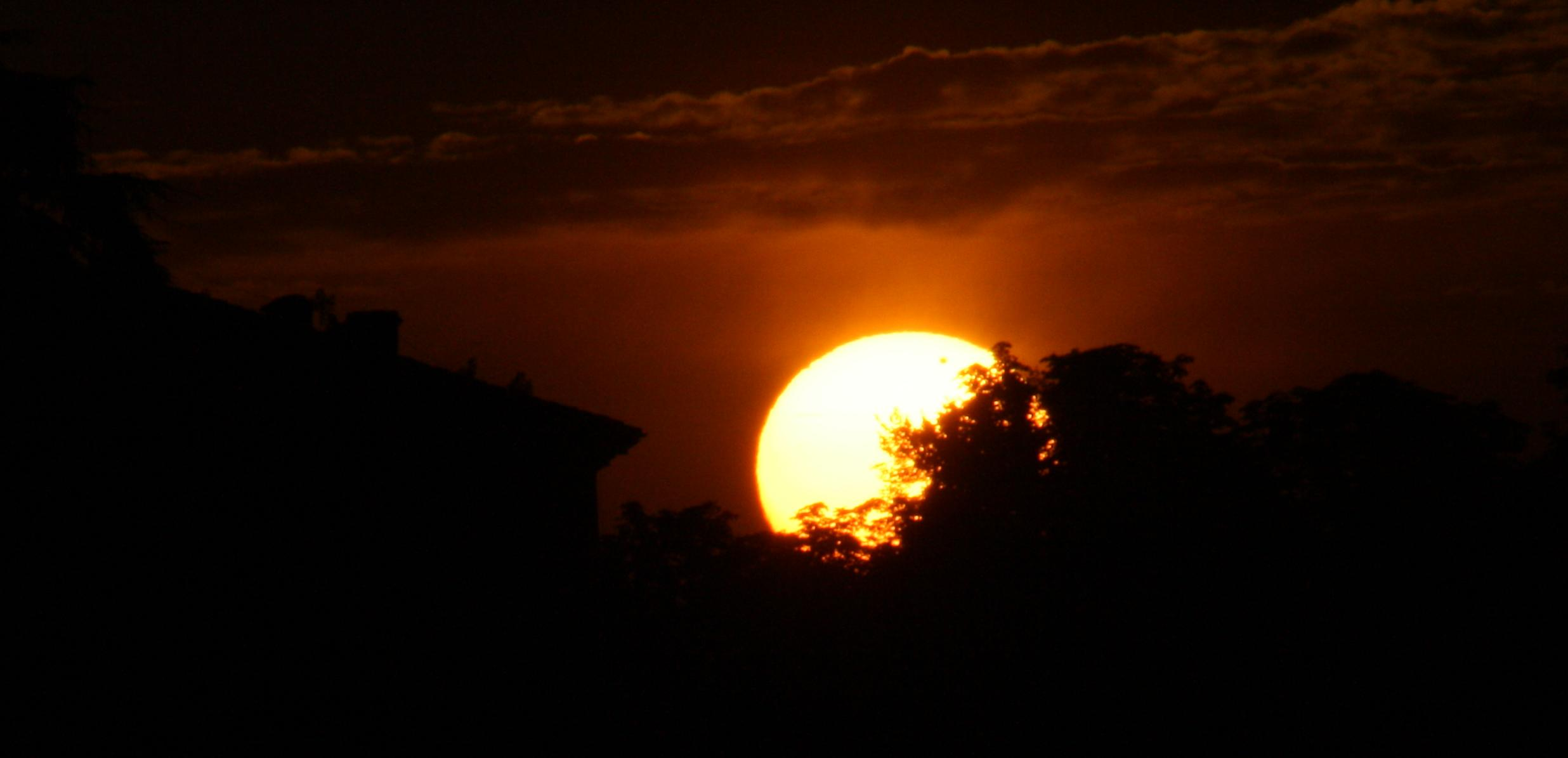
意大利诺维利古雷
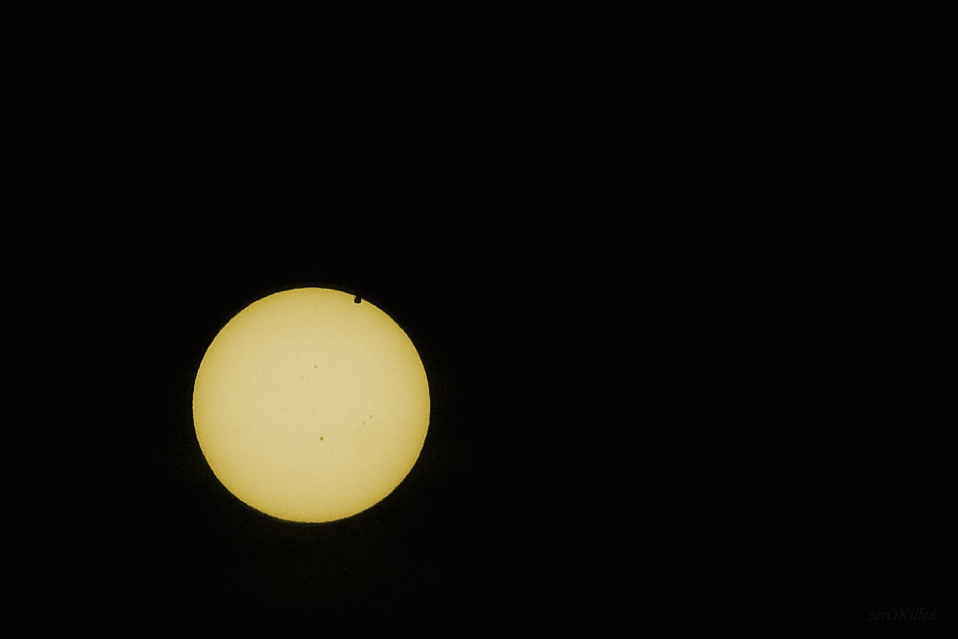
意大利瓦雷泽 04:40 UTC
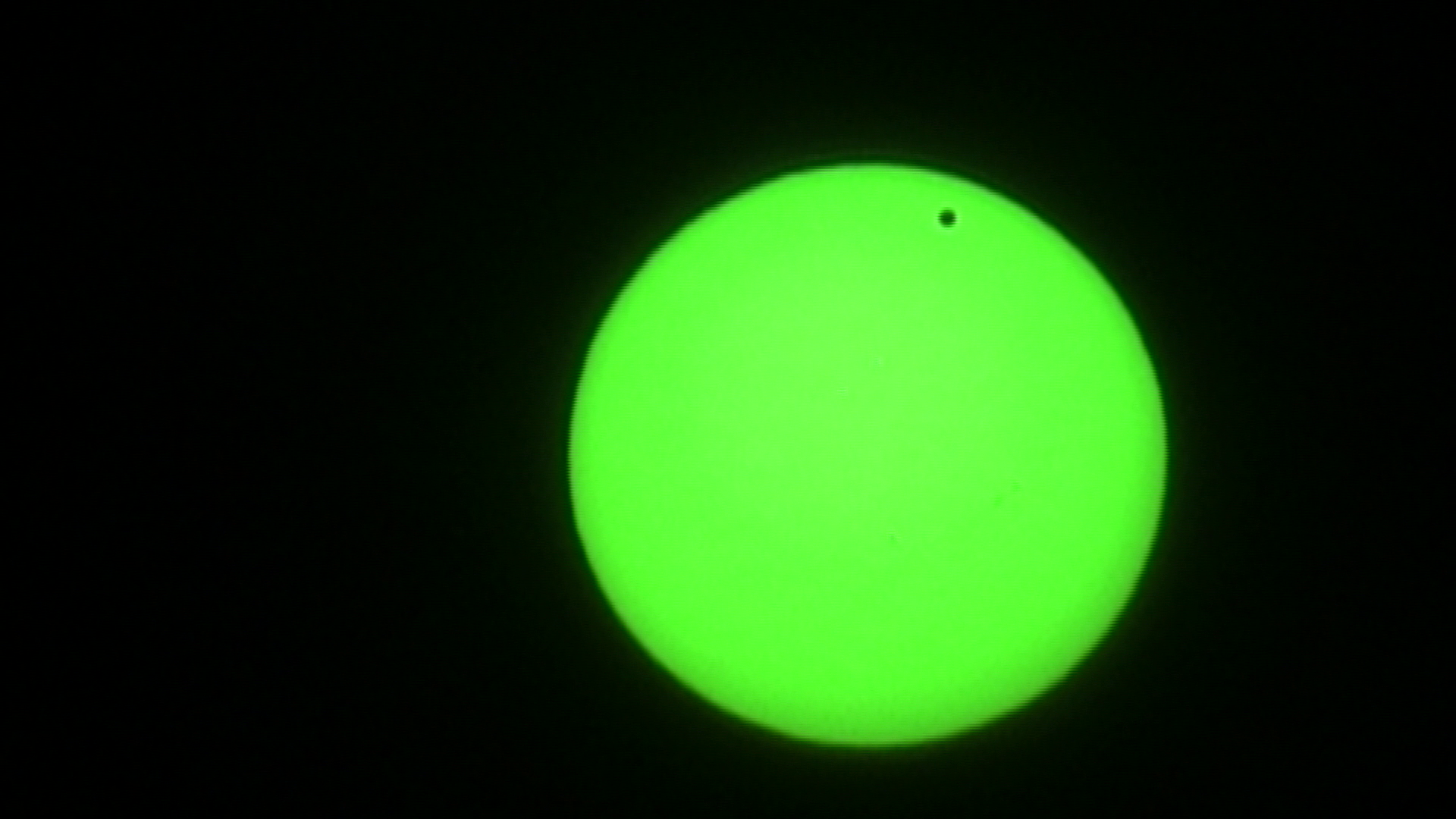
意大利阿西西 04:10 UTC
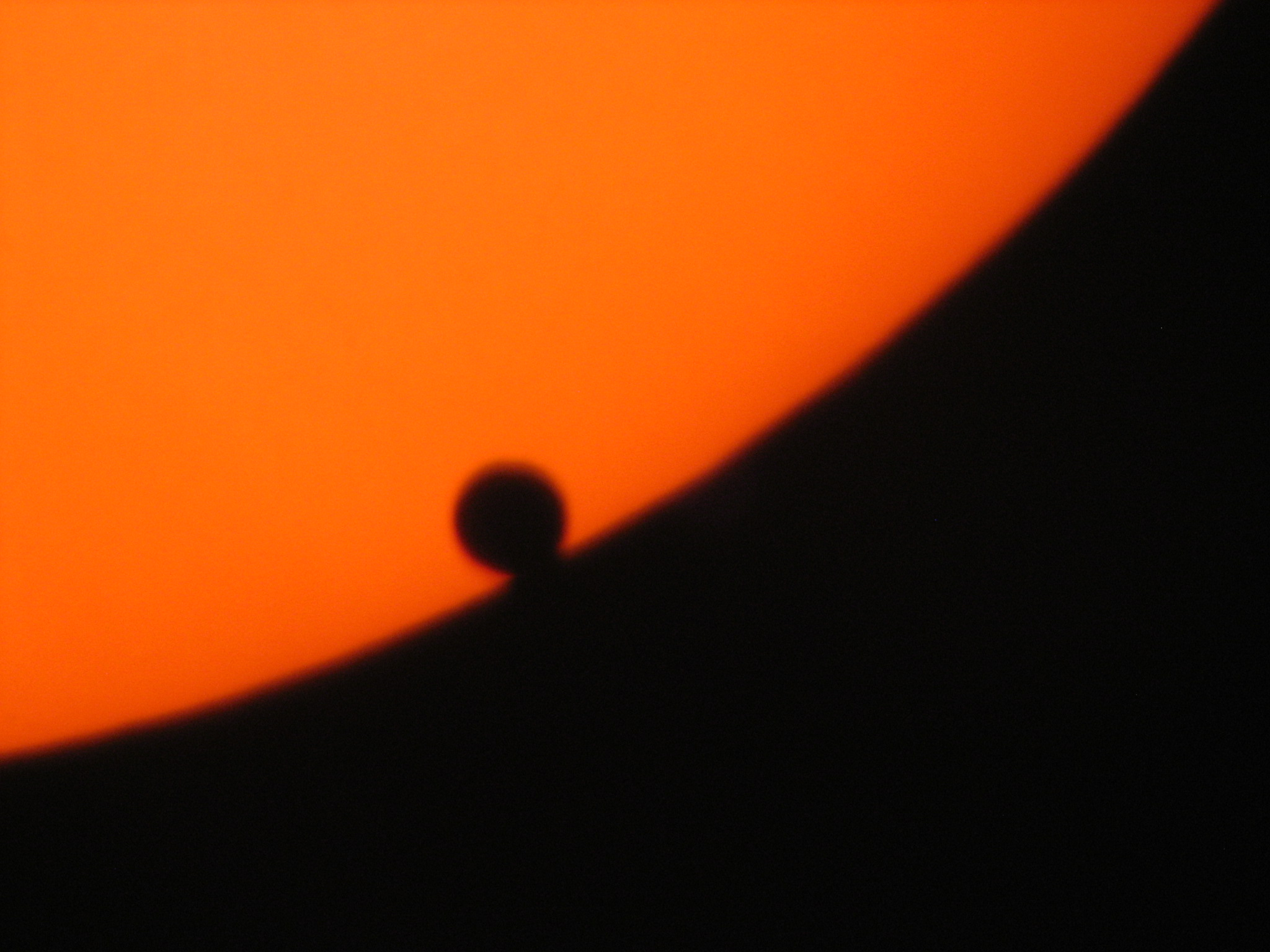
匈牙利凯奇凯梅特 04:41 UTC
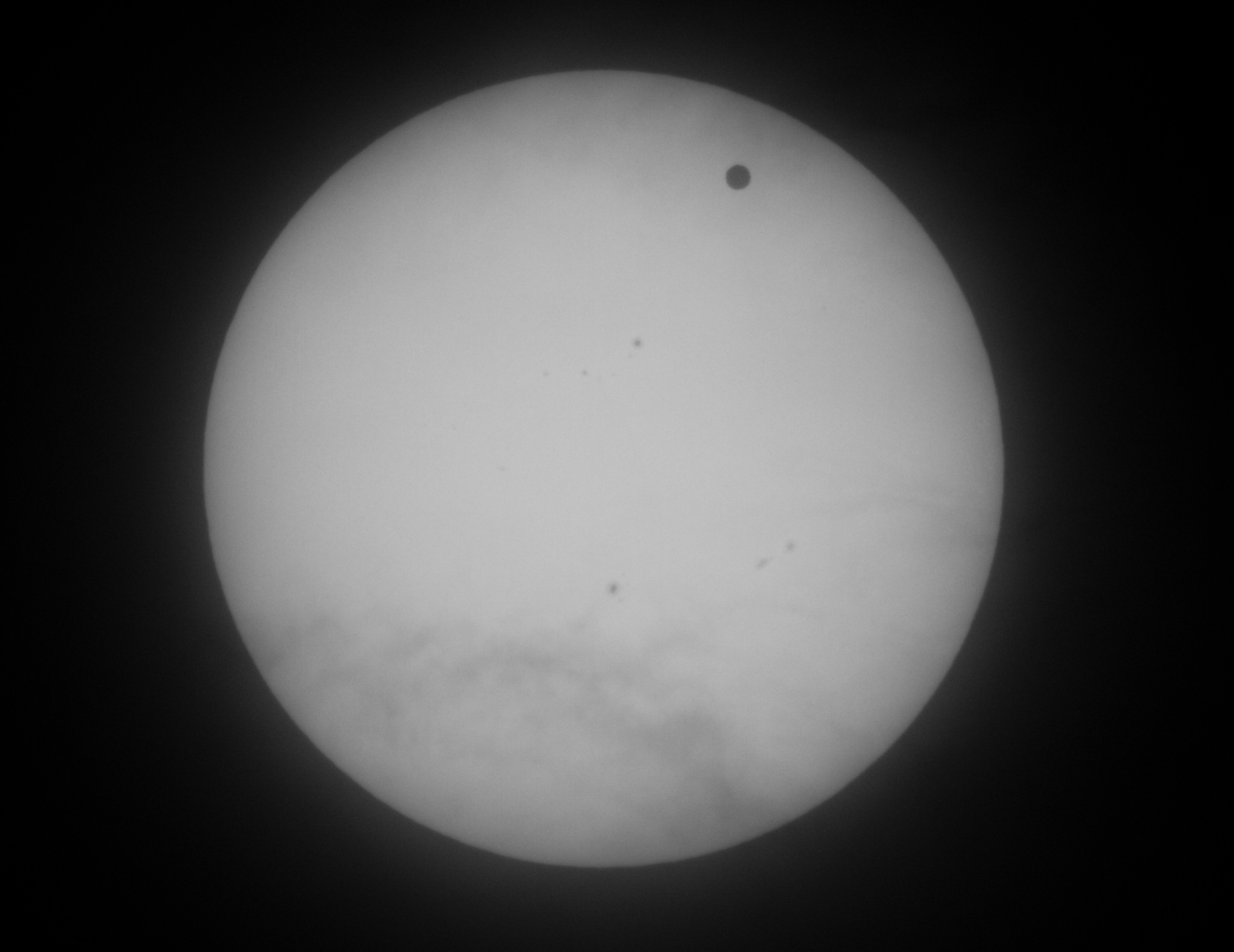
俄罗斯莫斯科
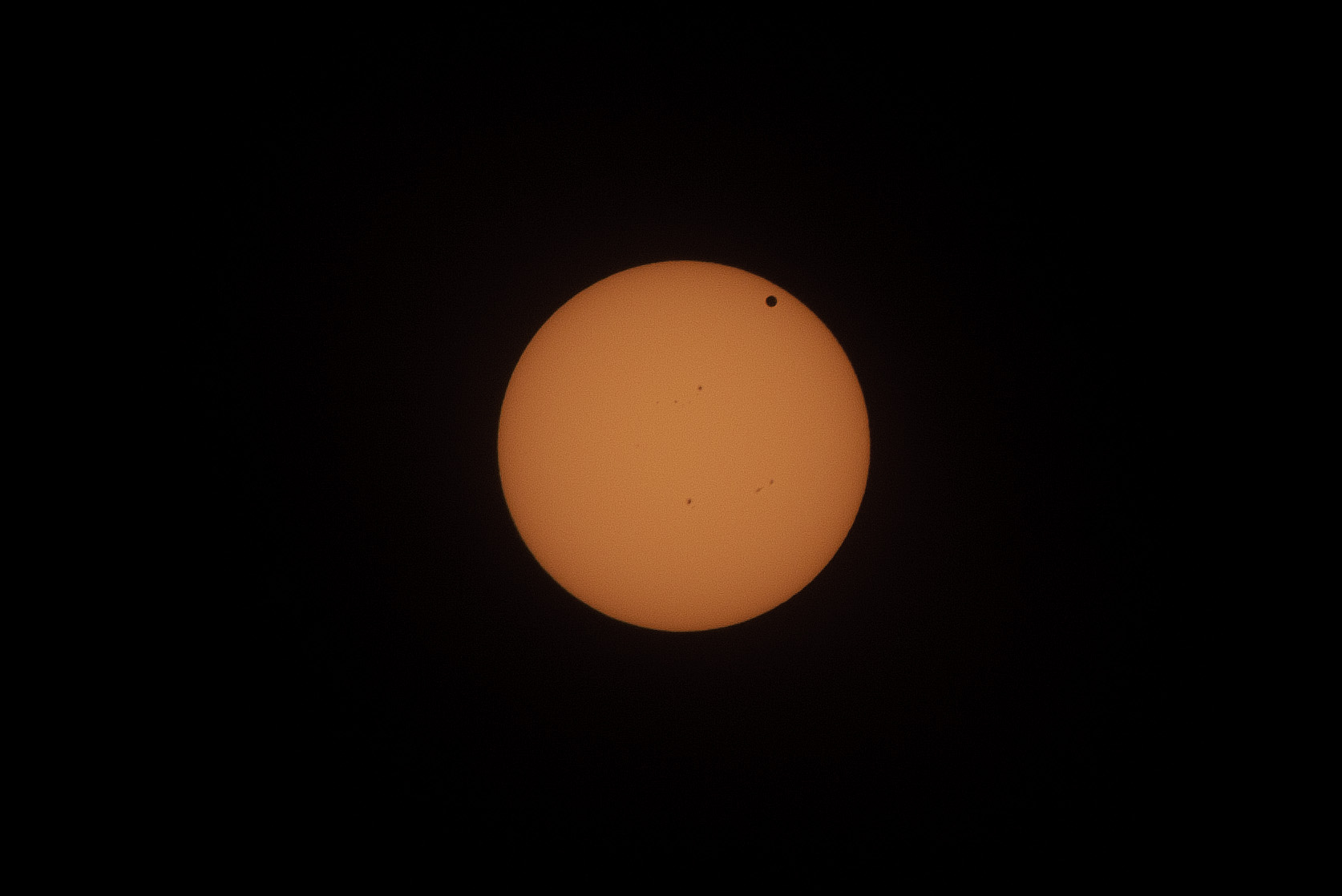
瑞典赫尔辛堡
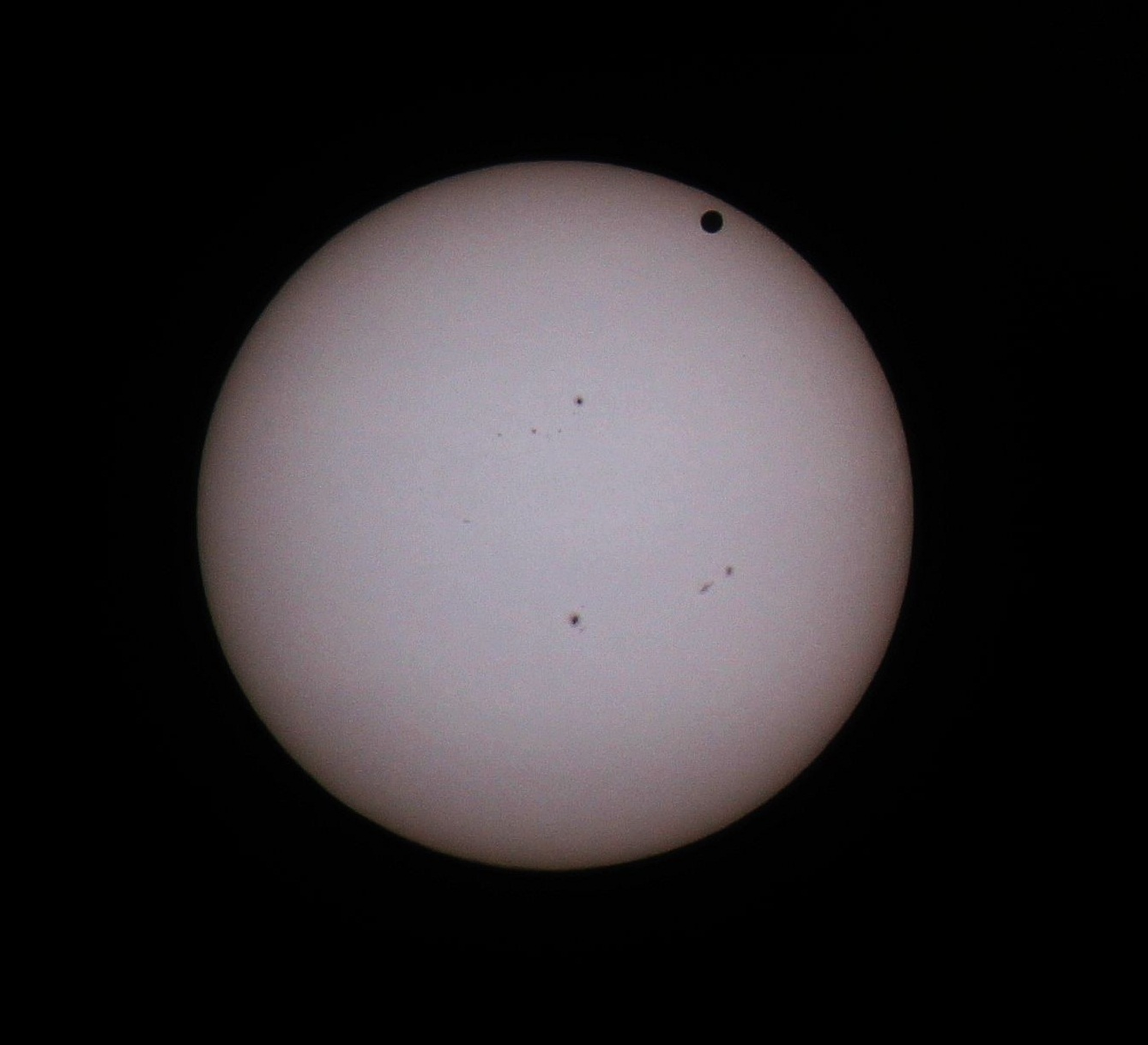
捷克乌瓦利

北美洲

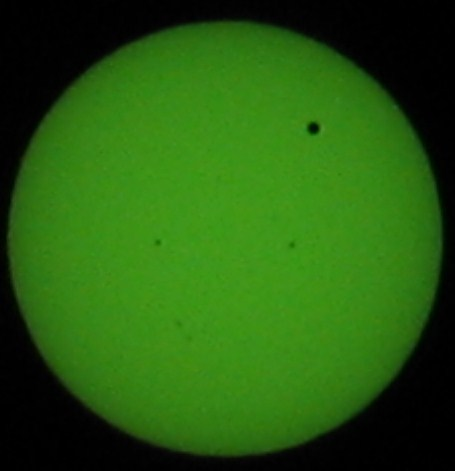
美国加利福尼亚州
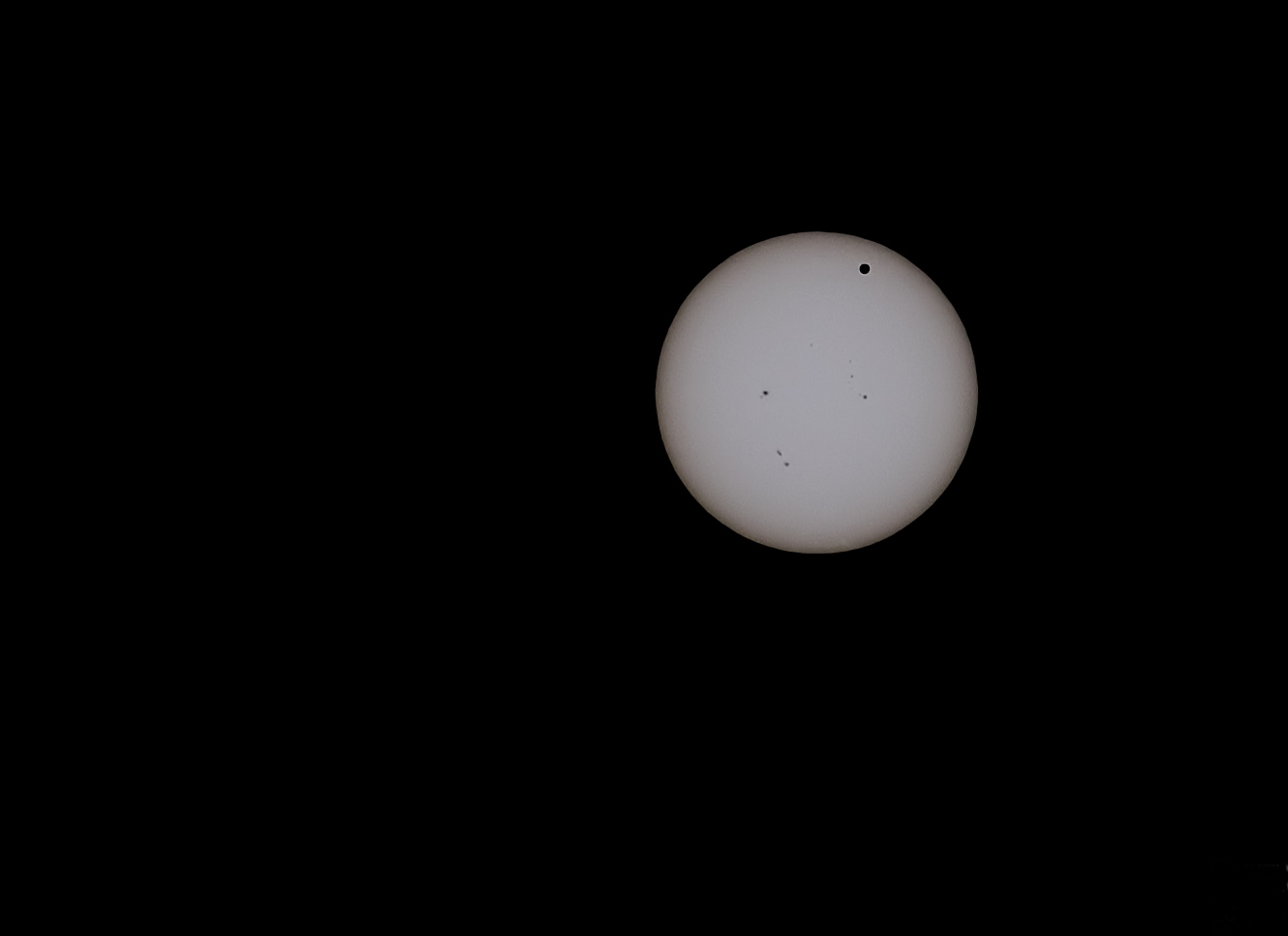
美国旧金山
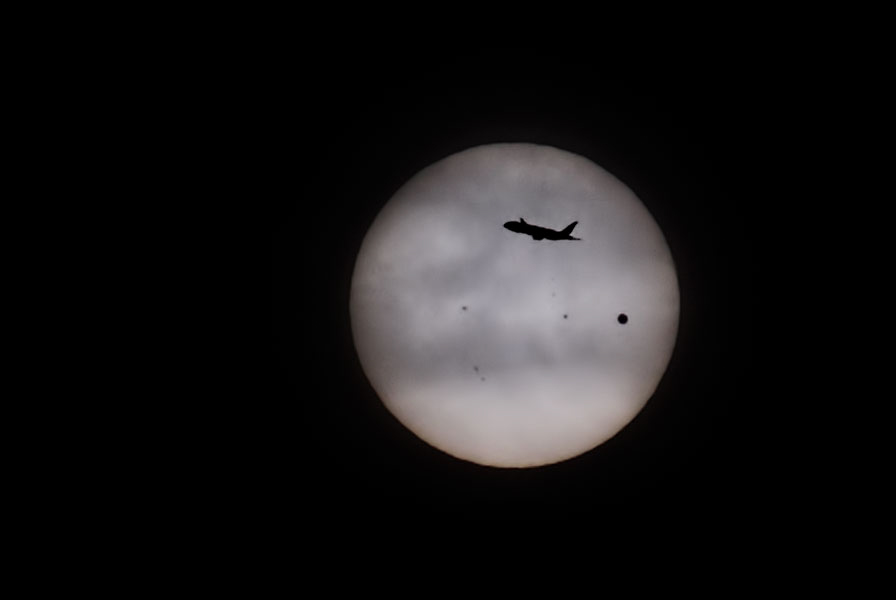
美国旧金山
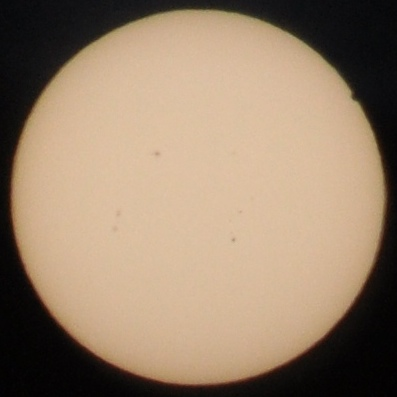
美国费利蒙
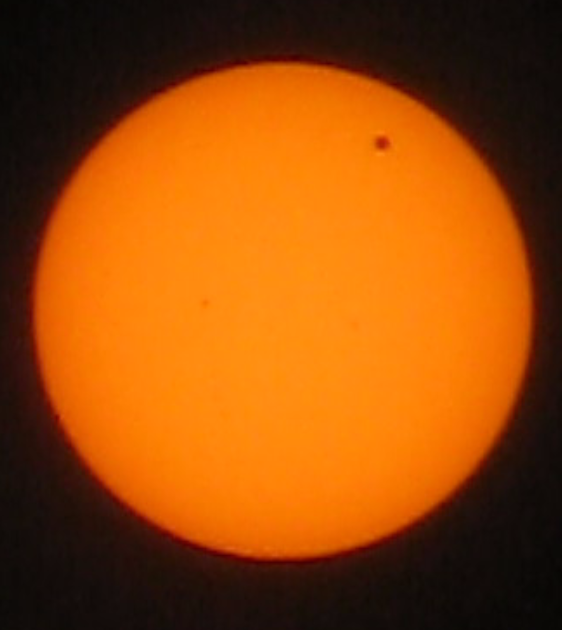
美国加利福尼亚州
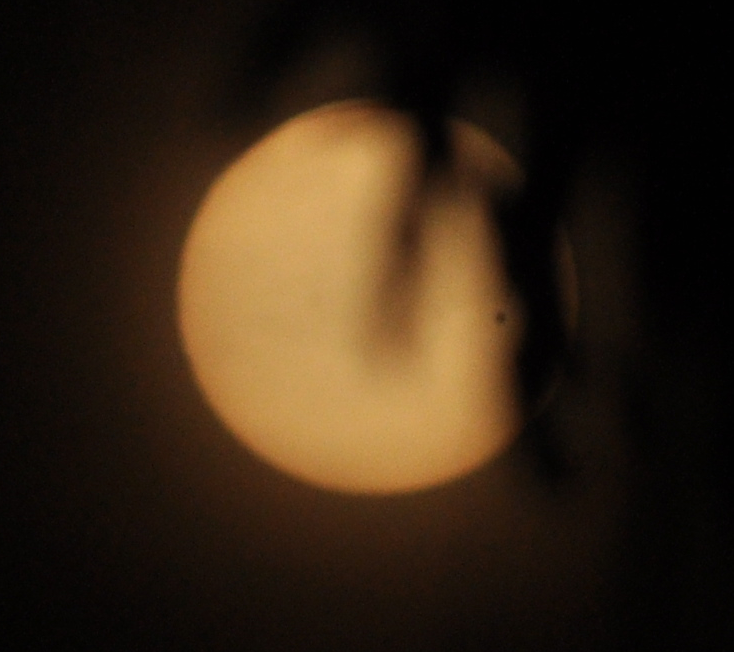
美国旧金山
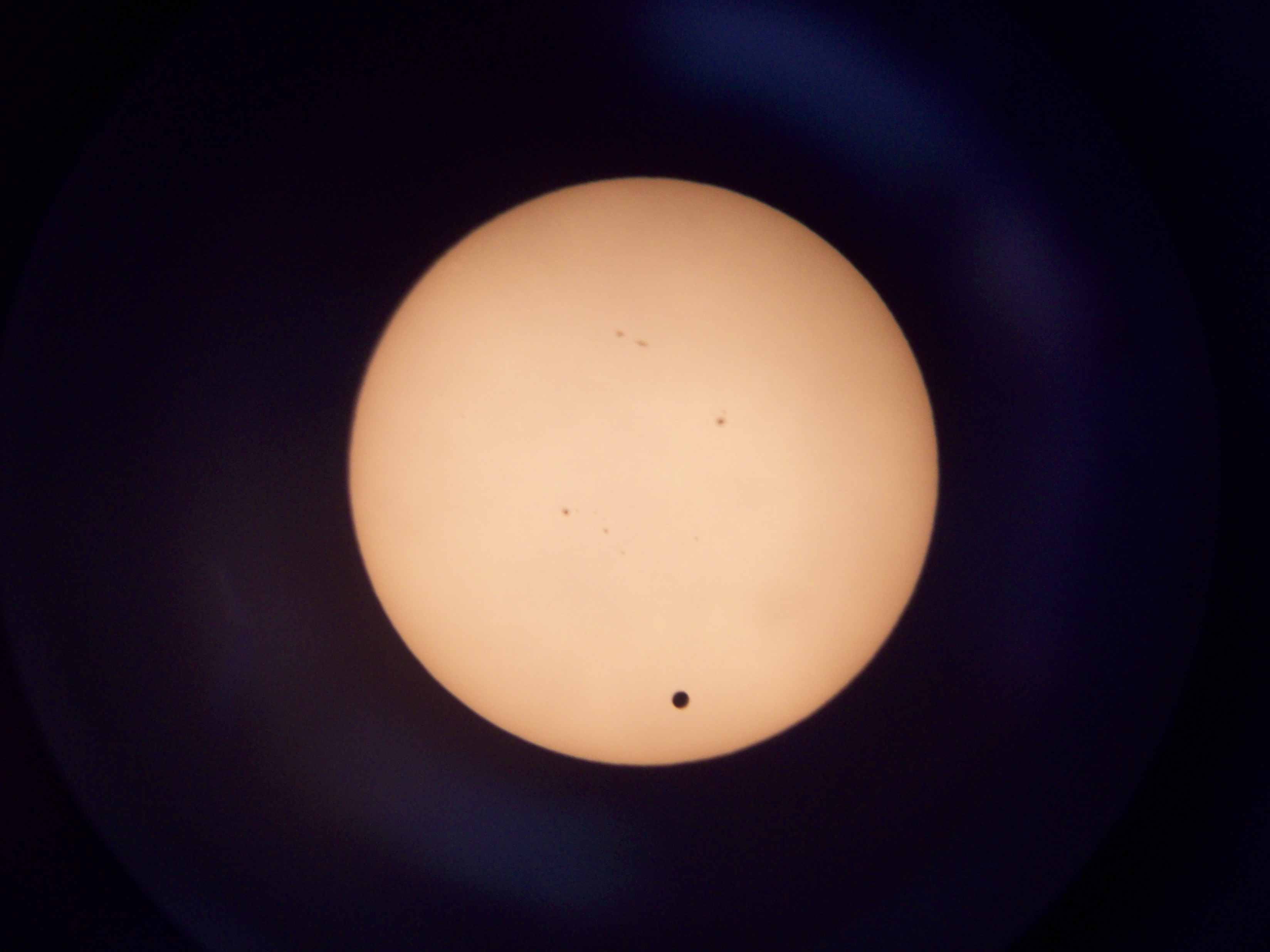
美国阿纳科特斯
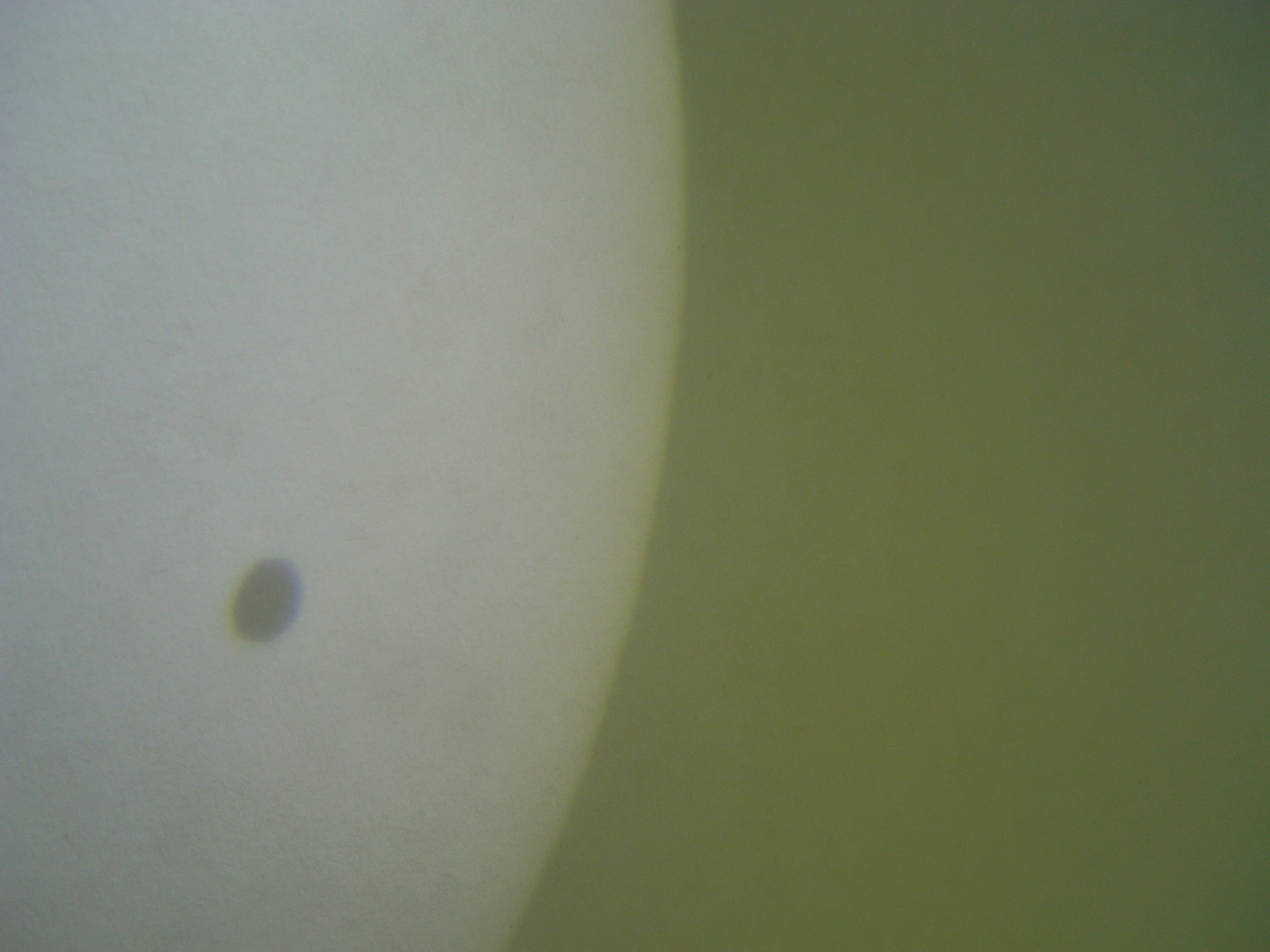
美国梅德福
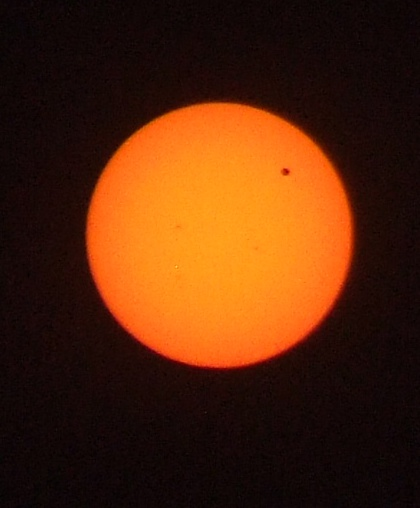
美国阿尔伯克基
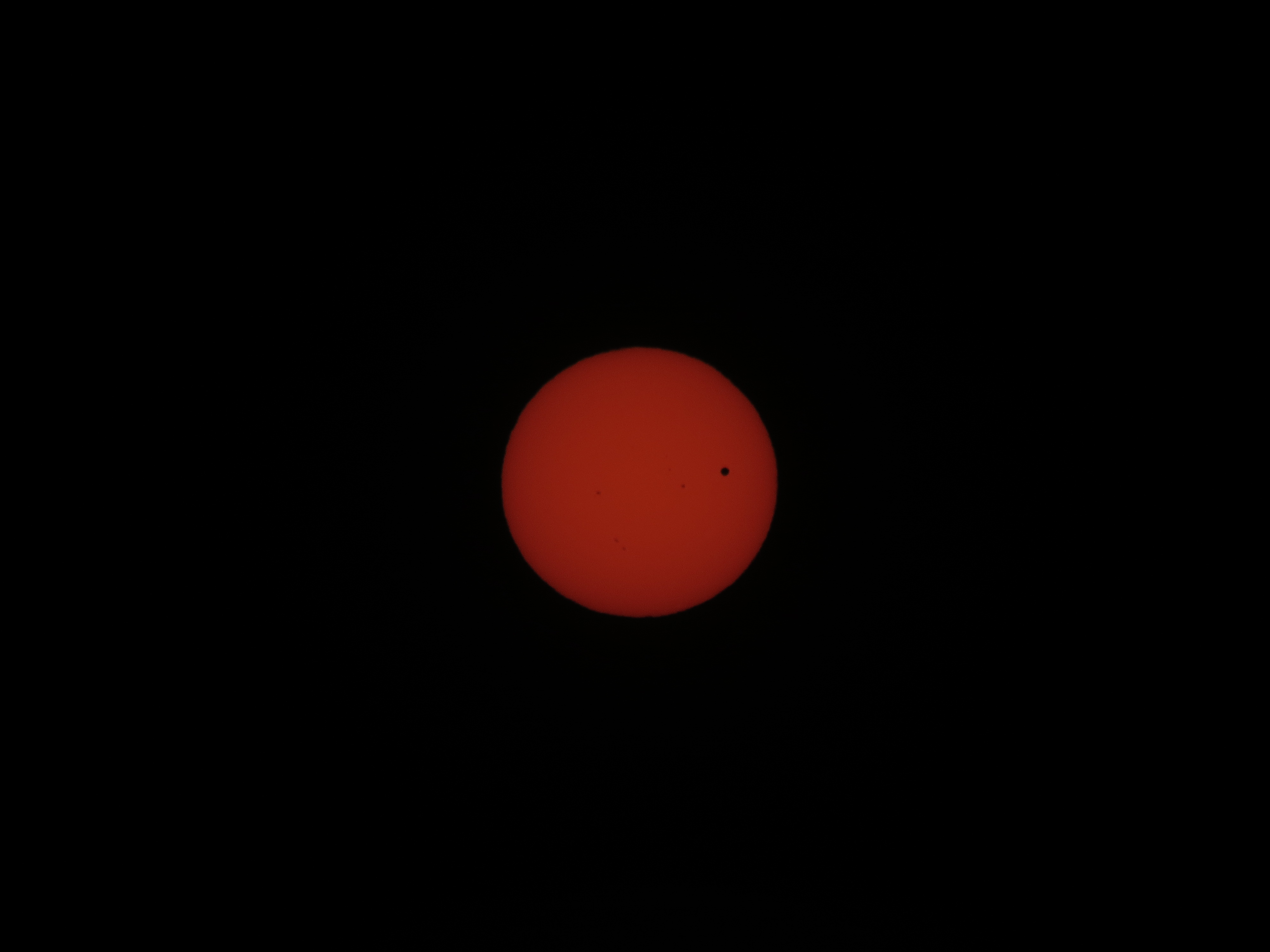
美国盐湖城
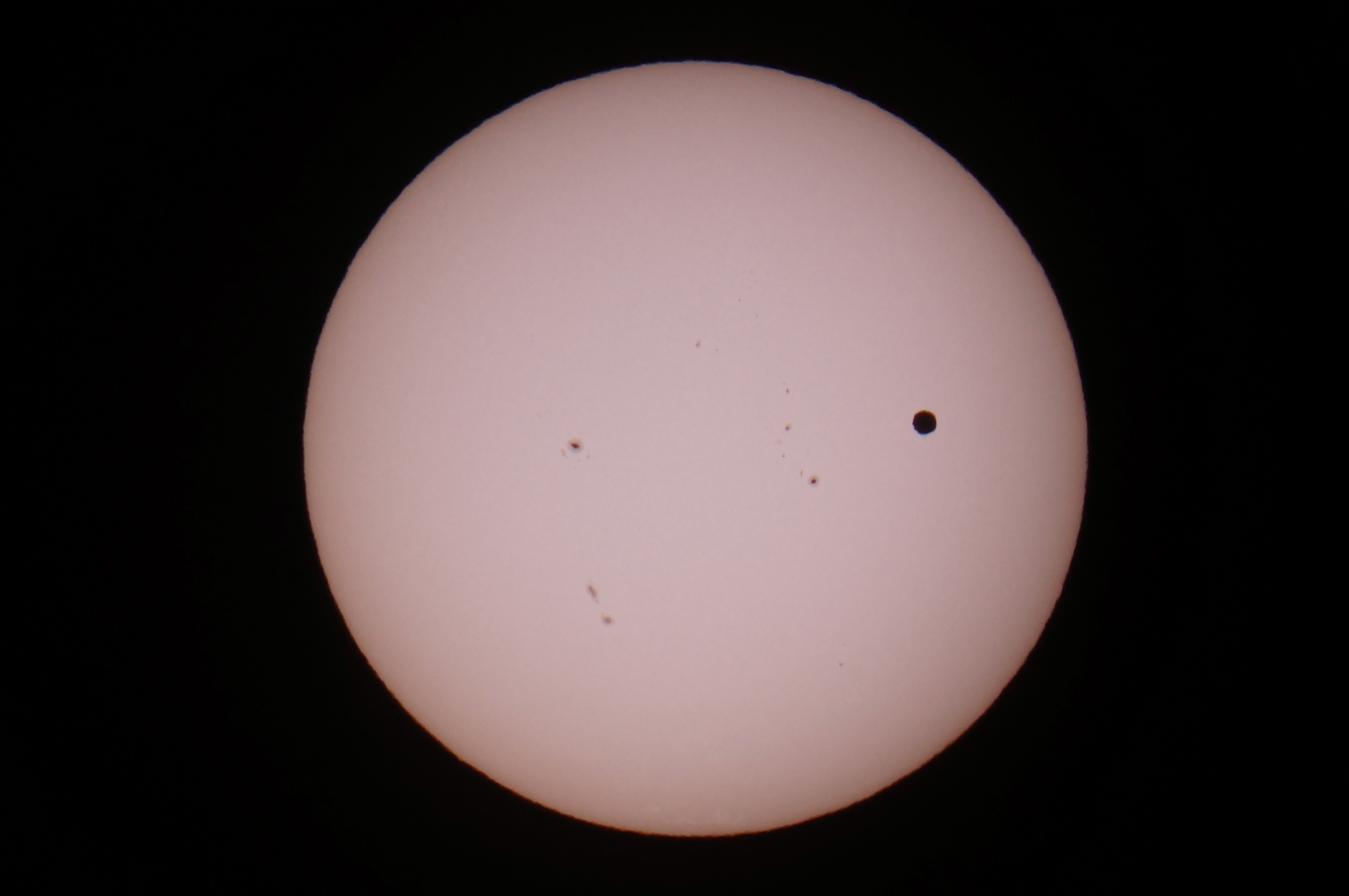
美国坦佩 01:54 UTC
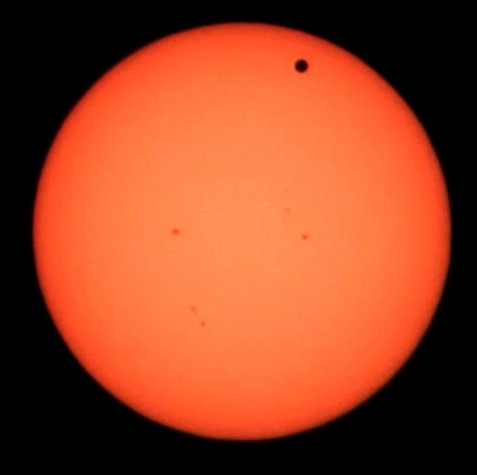
美国明尼阿波利斯 23:01 UTC
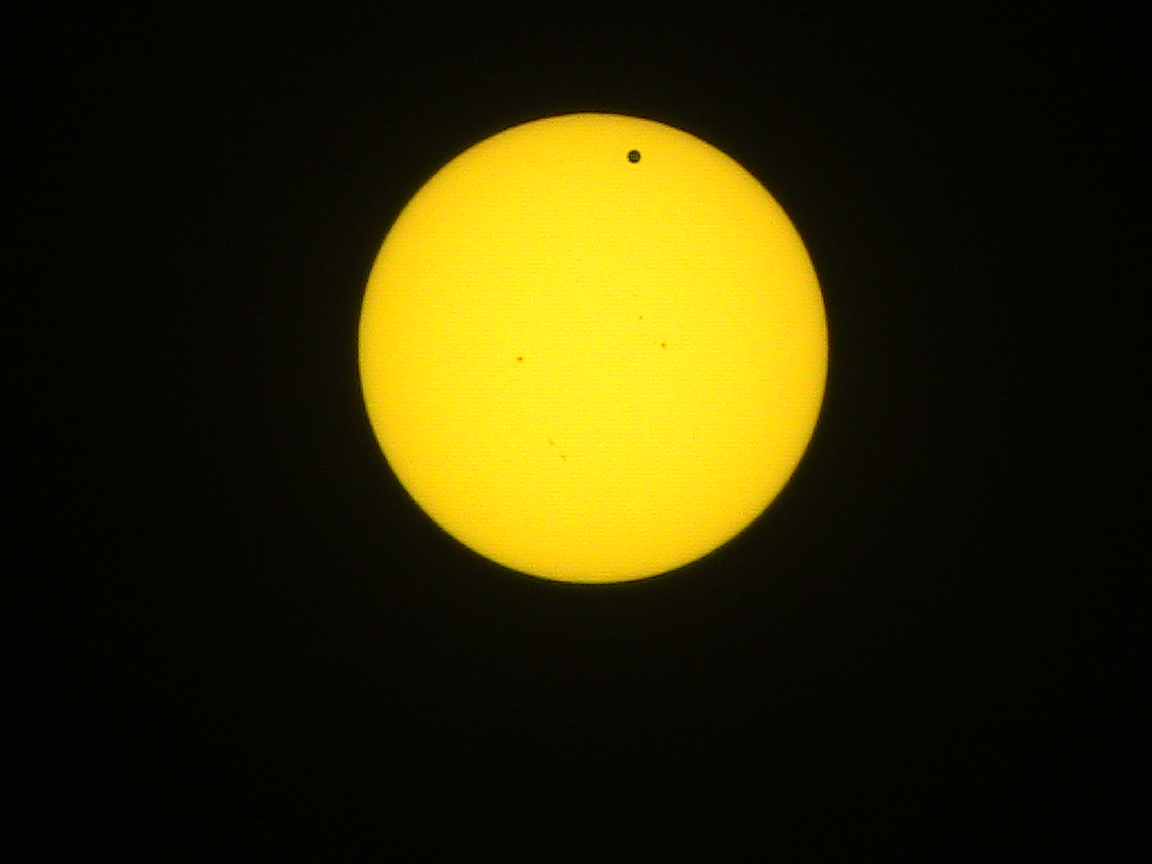
美国圣保罗
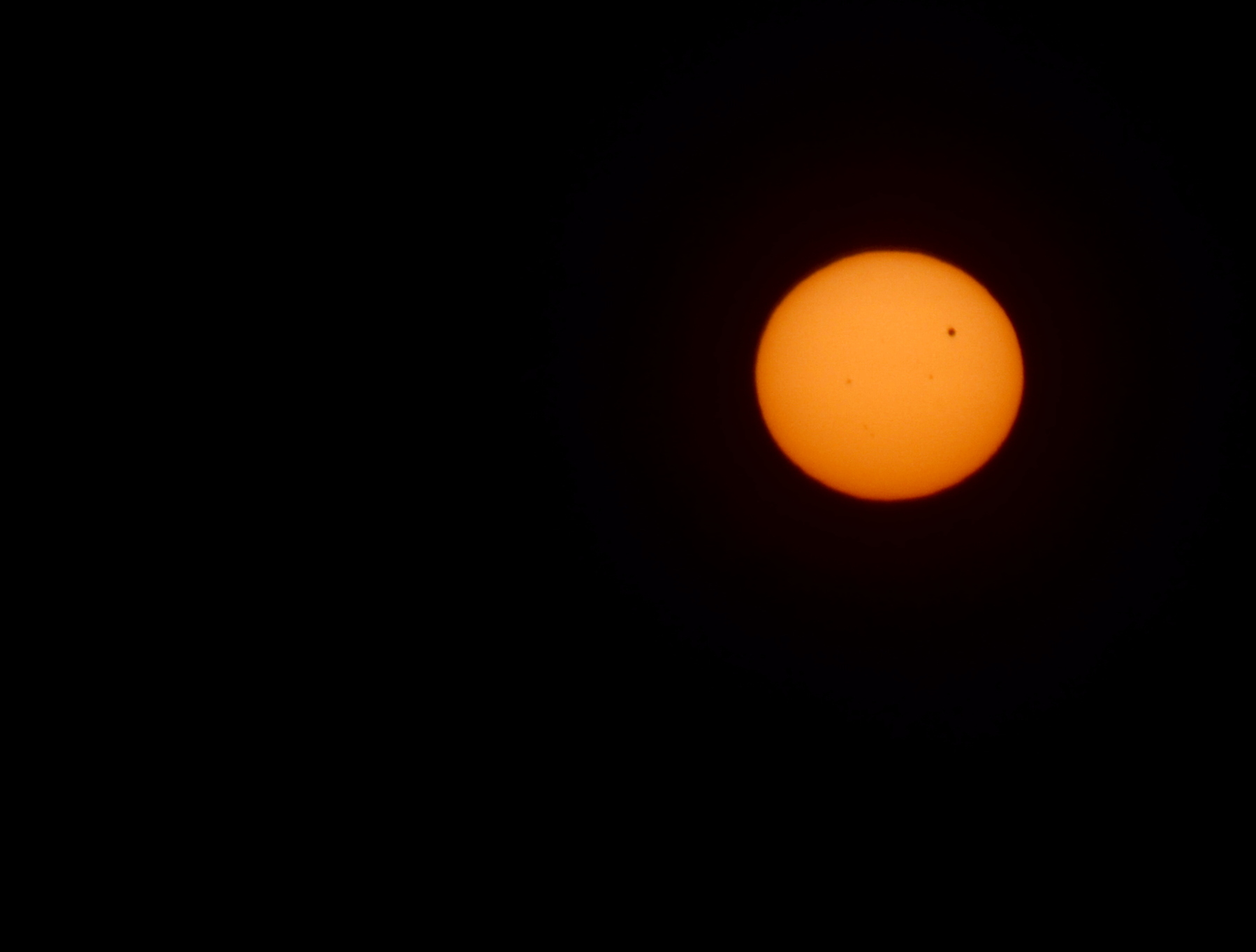
美国内珀维尔 1:10 UTC
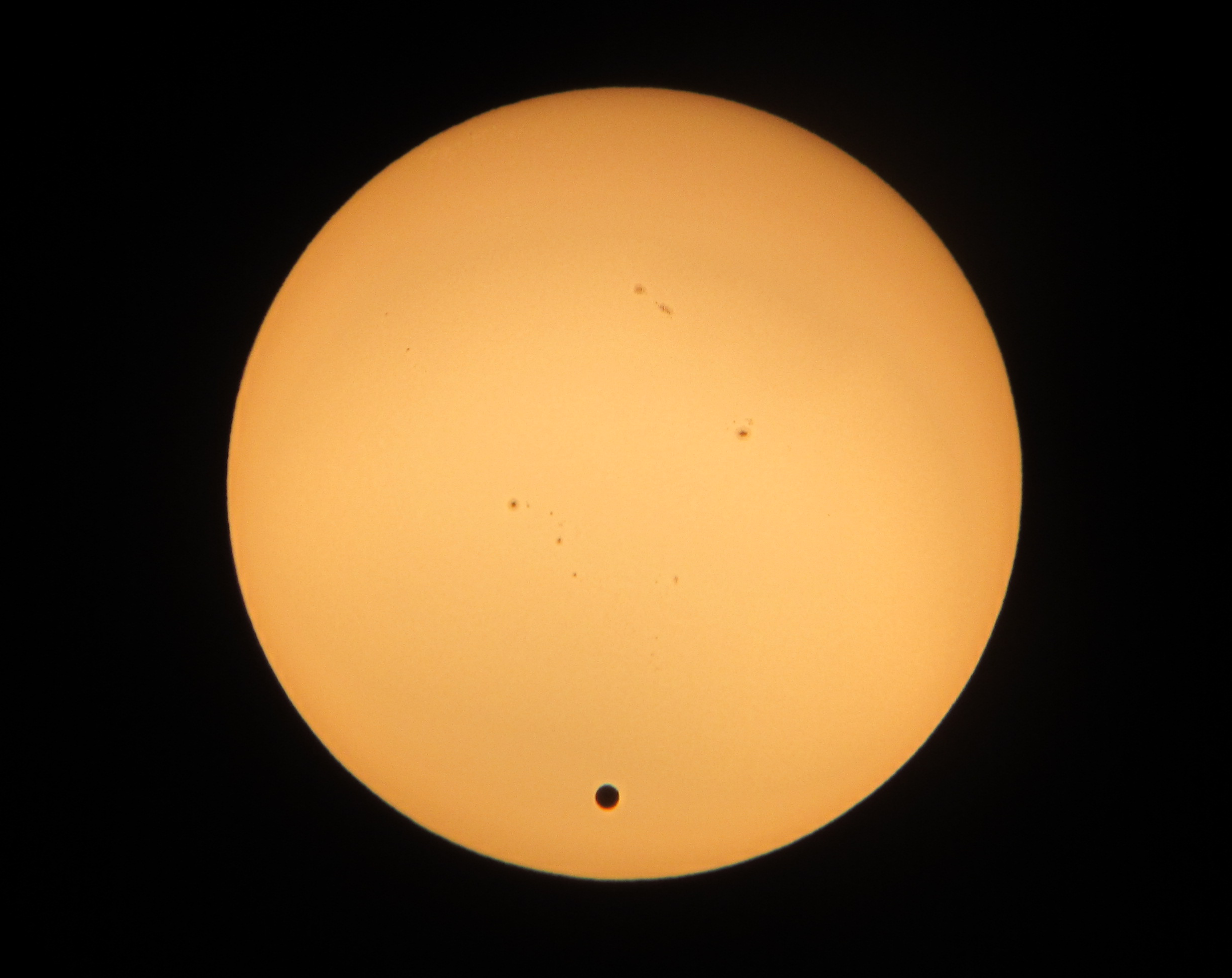
美国奥克兰
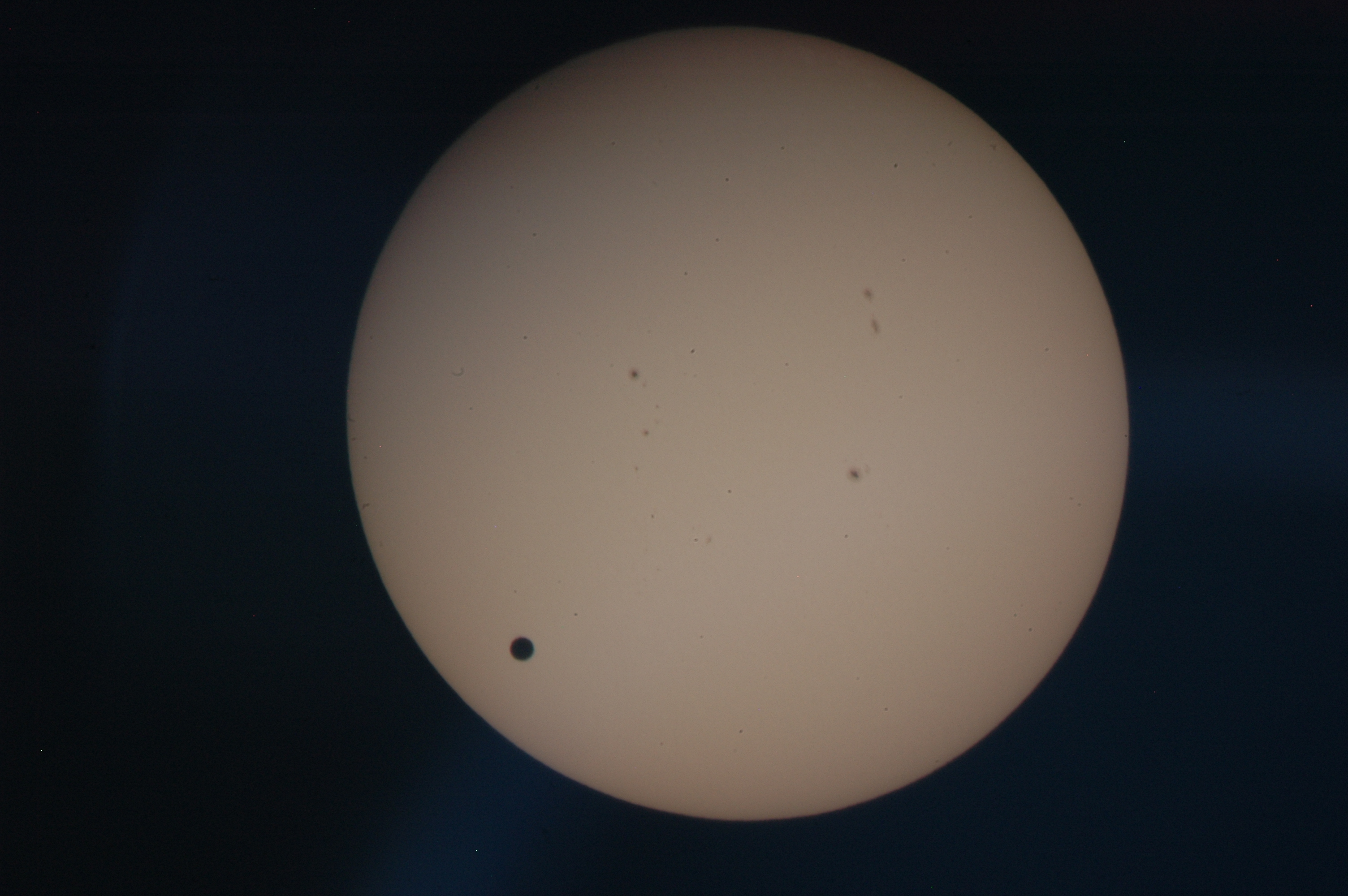
美国田纳西州
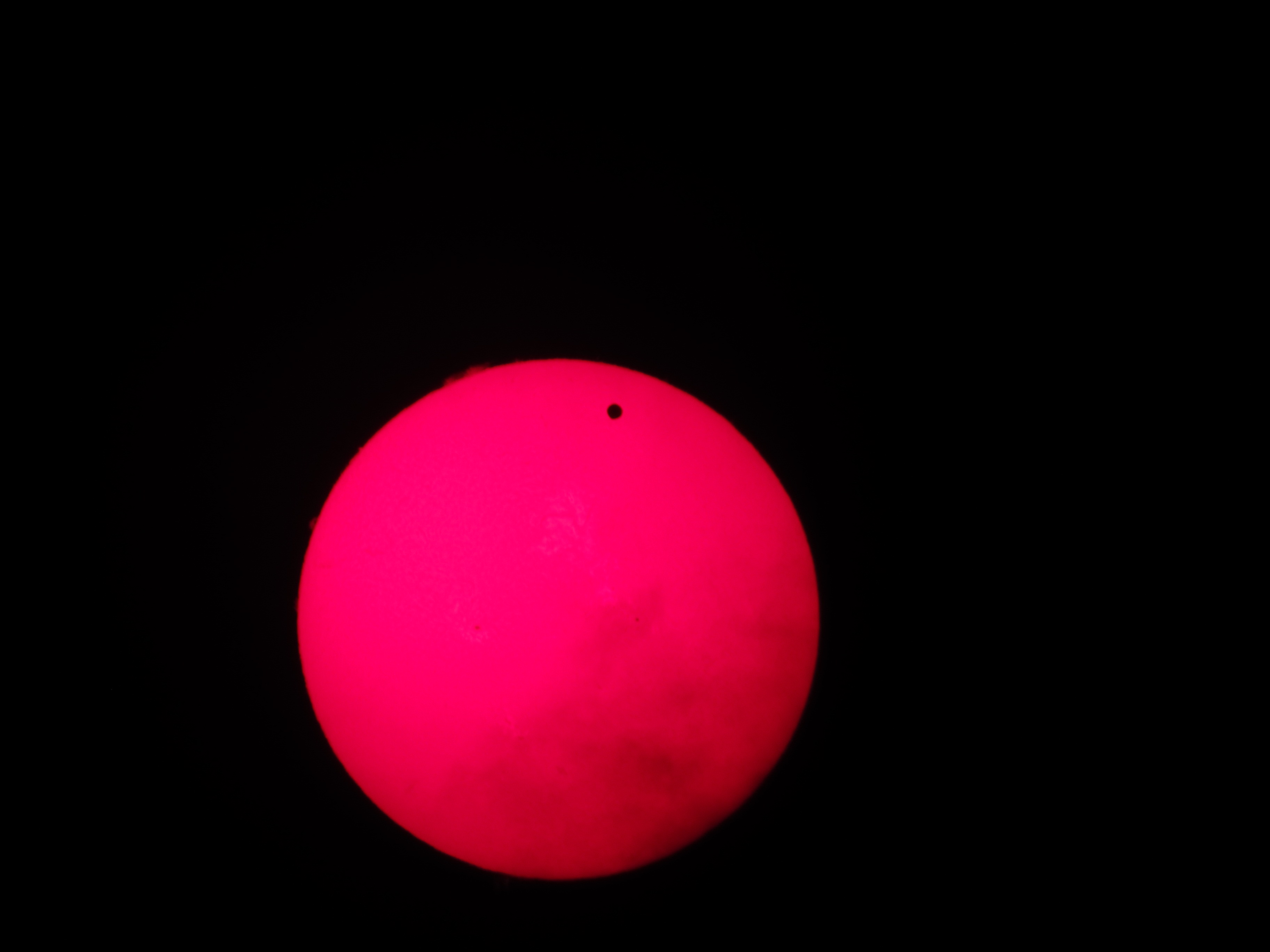
加拿大多伦多 23:06 UTC
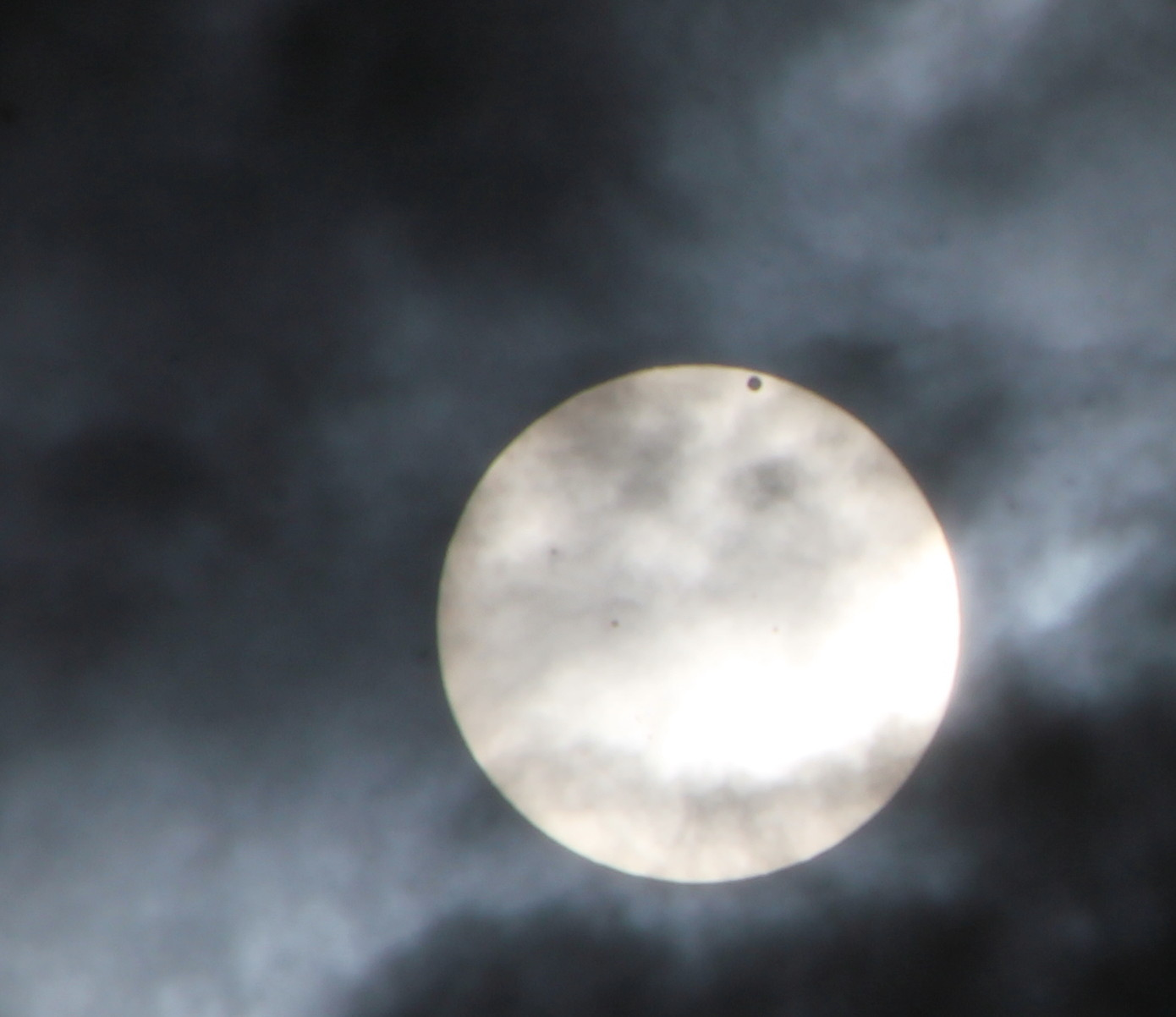
美国州学院
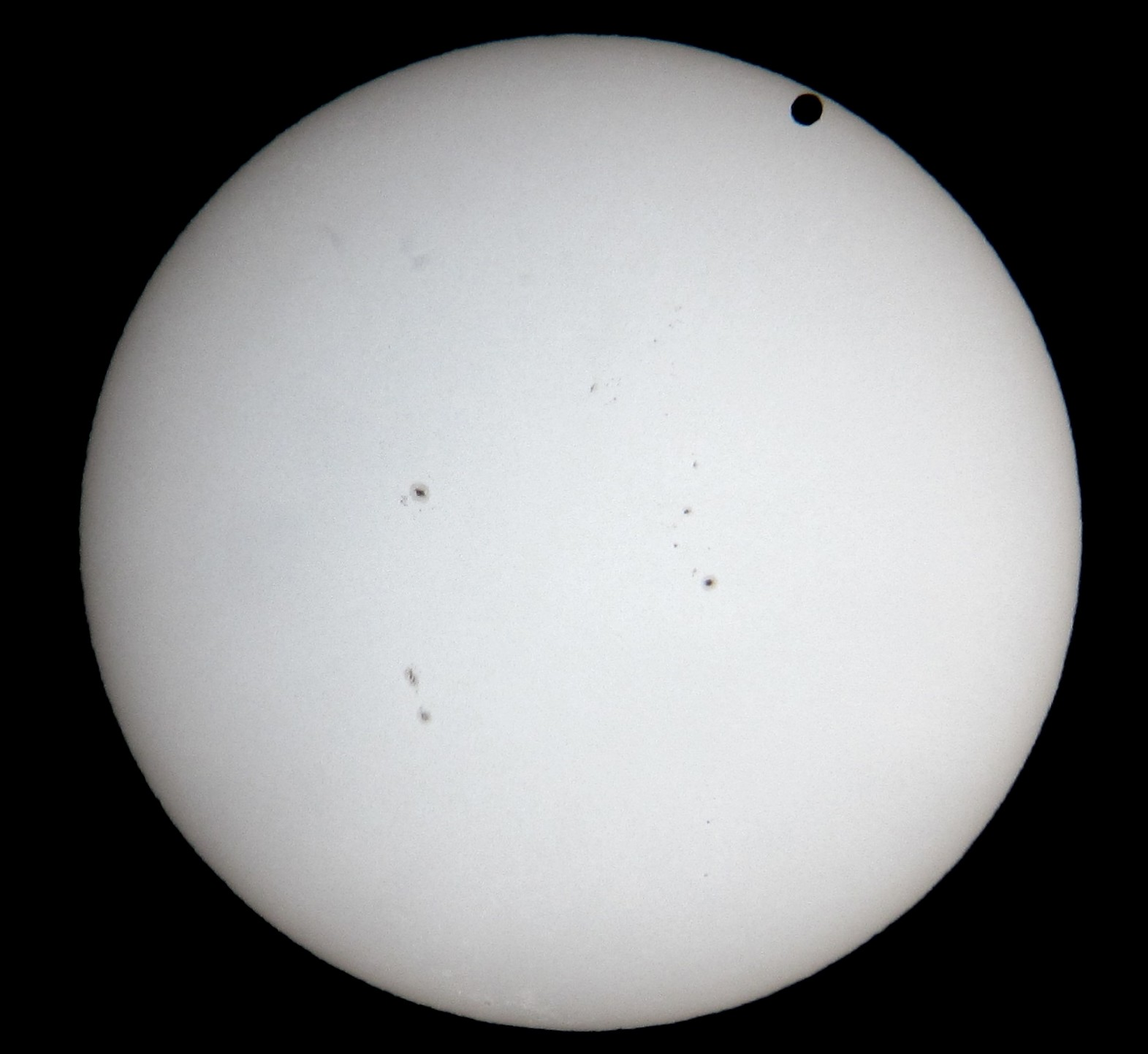
美国威奇托福尔斯
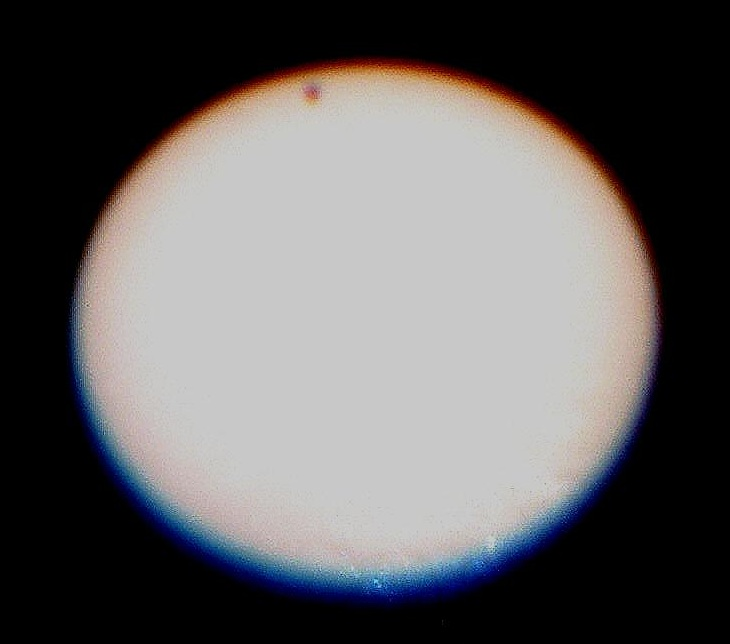
美国锡拉丘兹
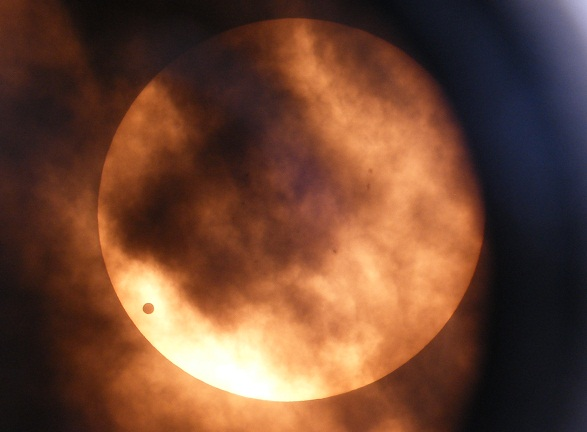
美国马里兰州

其他
- 过境时间的推移视频
- 2012年的金星凌日动画
- 2012年6月5日-6日金星和地球的轨道路径
- 从国际空间站观测到的金星凌日
- 由日本日出卫星拍到的特写镜头
- 太阳动力学天文台超高清视图

## 外部連結

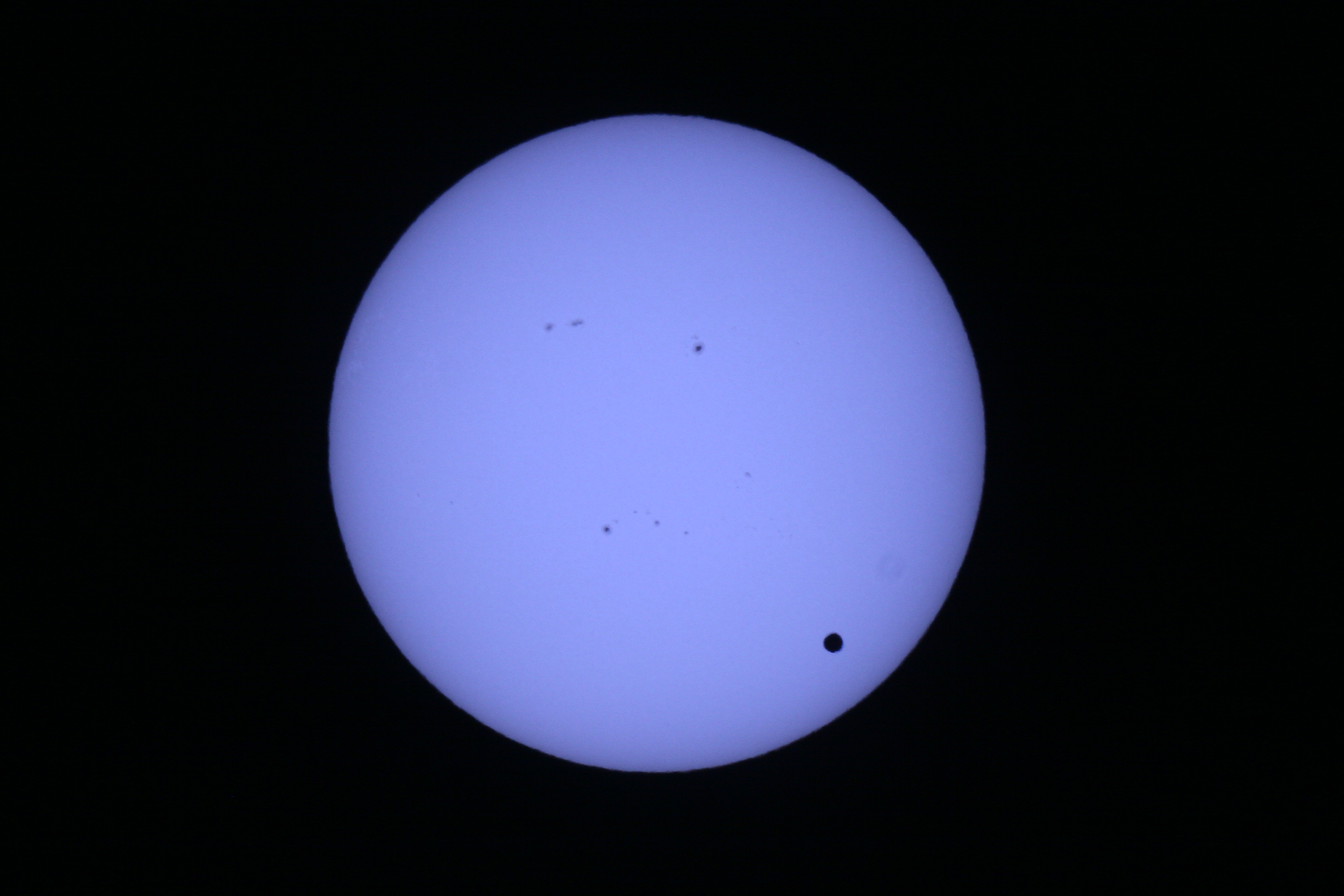
澳大利亚悉尼 23:25 UTC
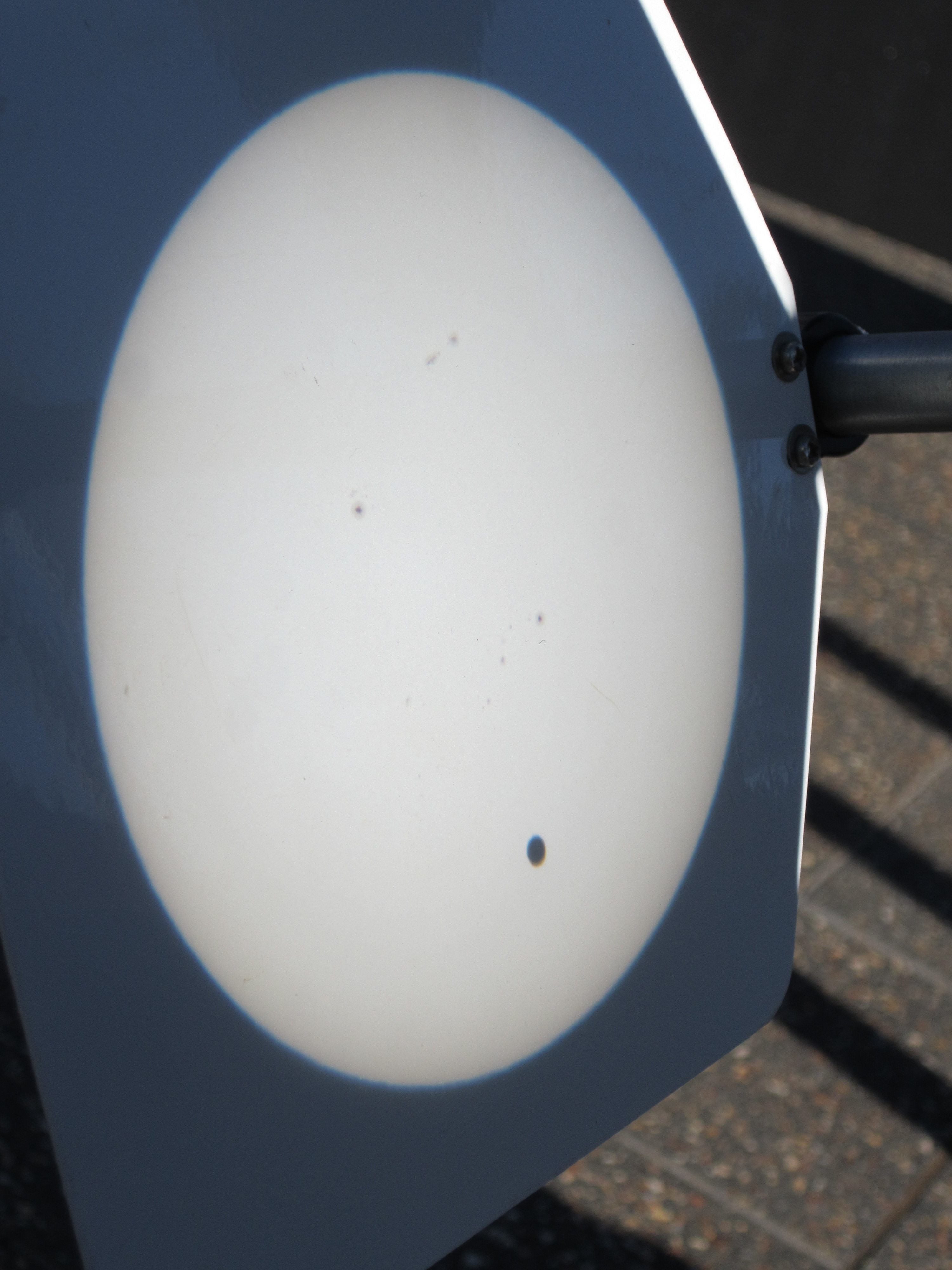
澳大利亚沃加沃加 00:49 UTC
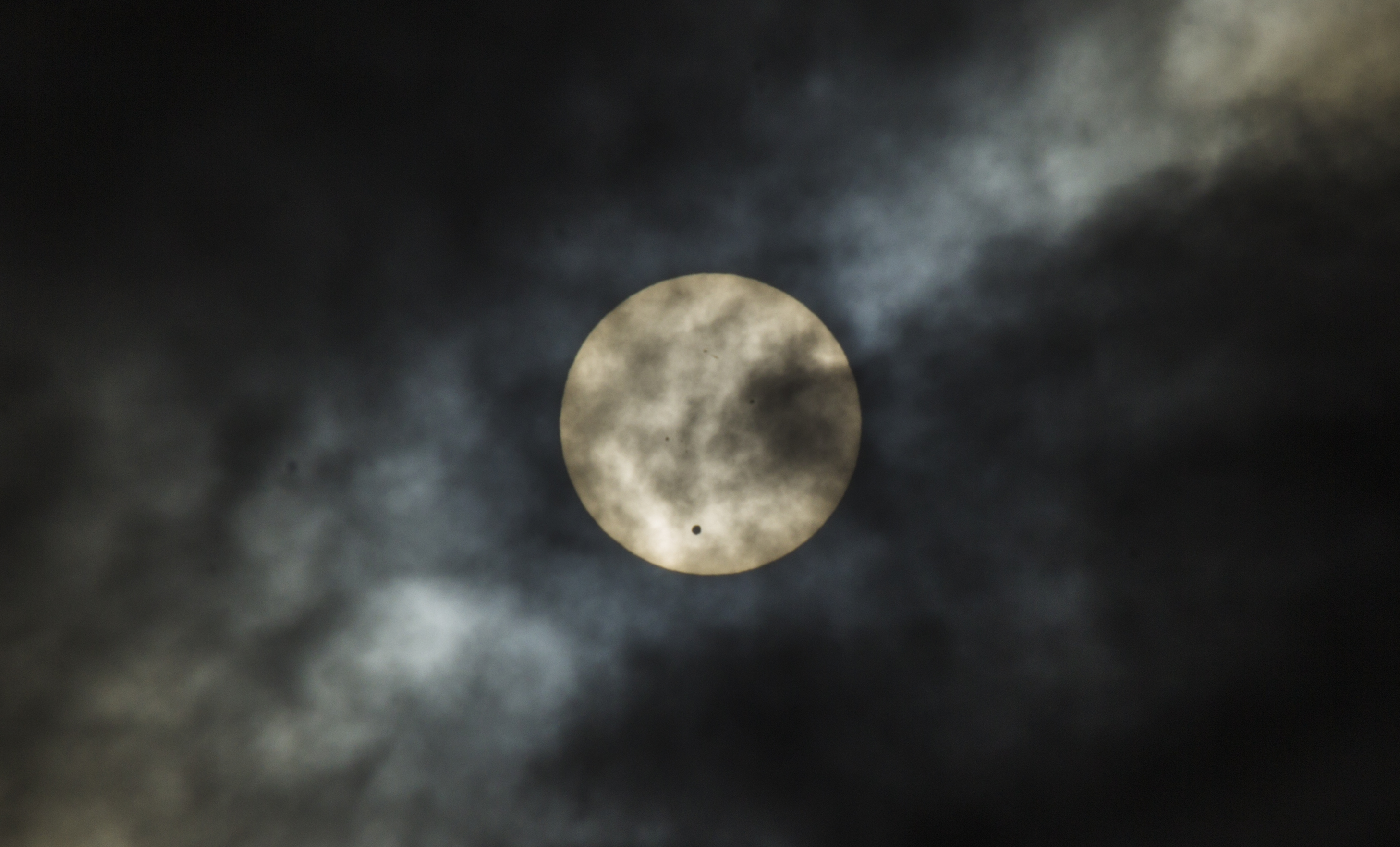
（英文）NASA - 2012 Transit of Venus Live Webcast and Celebration!
- （英文）Celebration of the transit of Venus 2012 in Tahiti
- （英文）Transit of Venus.org（页面存档备份，存于）
- （英文）Sky Watchers' Association of North Bengal (SWAN)- 2012 Transit of Venus（页面存档备份，存于）
- （英文）Predictions for the 2012 transit of Venus（页面存档备份，存于）
- （英文）HM Nautical Almanac Office: 2012 Transit of Venus
- （英文）NASA - 2012 Transit of Venus（页面存档备份，存于）
- （英文）Live webcast of Transit of Venus
- （英文）Nan Madol and transit of the Venus In 2012（页面存档备份，存于）